# トミカハイパーシリーズ
トミカハイパーシリーズは、タカラトミー（旧：トミー）が2005年から2020年頃まで展開・発売していたトミカ情景玩具シリーズの名称。

## 概要
大型ビークルによる商品事故によりシリーズ終了を余儀なくされた「マグナムレスキューシリーズ」の設定を一新し、後を継ぐ形で発売された。トミカとプラキッズを中心に、それに連動する大型基地や大型車両のプレイセットを指す。
赤色を基調に消防をテーマとしたハイパーレスキュー、青色を基調に警察をテーマとしたハイパーブルーポリス、黄色を基調に建設をテーマとしたハイパービルダー、緑色を基調に冒険をテーマとしたハイパーグリーンレンジャー、黒色を基調に機動隊をテーマとしたハイパー特別機動隊の5チームが商品展開されていた。
当初の名称はトミカハイパーレスキューシリーズであったが、2007年にハイパーブルーポリスが発売された際にトミカハイパーシリーズに変更された。2009年からはハイパーレスキューとハイパーブルーポリスのフルモデルチェンジが行われた。2012年にトミカハイパービルダーが発売。その際に悪役のDr.ワルーダも登場した。また、翌年の2013年にハイパーグリーンレンジャーが発売。その際にプラキッズを乗せることができるオリジナルデザインの車両が登場。同年には豪華3本立て!トミカ・プラレール映画まつりが公開。「トミカハイパーチーム 炎の共同作戦」が収録された。
2014年にハイパーレスキューがリニューアルされた。大型車両に取り付けると車種に準じた音が出る「サウンドリンク」装備のトミカとなった。車種は全てオリジナルデザインに統一され、レギュラートミカベースの車種は登場しなくなった。このサウンドリンク装備トミカはハイパーシリーズのほか、トミカ博入場記念モデルにも登場した。また、2015年にハイパーブルーポリスもリニューアルが行われた。トミカハイパーシリーズ初のロボットに合体することができる。
2016年、トミカハイパーシリーズ10周年。名称を「トミカハイパーシリーズ NEXT STAGE」に変更。ロボに変形することができる車両を発売したのが最大の特徴。ハイパー特別機動隊が登場。
このうち、「ハイパーレスキュー」はテレビアニメ化が決定し、『トミカハイパーレスキュー ドライブヘッド 機動救急警察』（トミカハイパーレスキュー ドライブヘッド きどうきゅうきゅうけいさつ）のタイトルで2017年4月から同年12月までTBS系列のアニメサタデー630第2部で放送された。本項ではこれについても便宜上記述する。2018年、『ドライブヘッド2018』放送。また、同年に映画が公開される。
2019年6月より、磁石を使用し、ACスポットに乗せた瞬間にアクティブチェンジすることができる「ハイパーレスキューアクティブチェンジャー」シリーズが発売されたが、本シリーズを最後に商品展開が打ち切られ、事実上のシリーズ終了となった。なお、公式から本シリーズの去就についてアナウンスはされていない。
なお、同シリーズは、欧米市場でも展開されており、現地では「TOMICA Hyper City Rescue」の名称で、2010年から2013年まで発売されていた。商品デザインは国内版とほぼ同じだが、ハイパーレスキュー、ハイパーブルーポリス、ハイパーガーディアンも纏めて同じ1つの組織になっており、エンブレムやロゴ、車両などに若干の違いがある。

## トミカハイパーレスキューシリーズ (2005年)
トミカタウンを災害から守るため特殊訓練を積んだエキスパートにより構成されたレスキューチーム。

### 隊員
この頃はサウンド本部にプラキッズが付属していたが、名前のついている隊員は存在していなかった。

### 特殊車両
ビッグキャリアカー
- 全長30.6m、全幅7.3m、全高7.3m、車両重量200t、最高速度120km/h

キャリアカー。1度に14台の緊急車両を運搬できる。2007では輸送したZナイトエネルギーに操られ、暴走しながらソニックランナーを狙ったが合体したハイパーレスキュートラックに妨害され、正気に戻った。
フェリーボート
消防艇仕様のフェリーボート。トミカ12台を収納可能。
小型特殊車両
「ハイパーレスキューサウンド本部」に付属していた名称不明のヘリコプター（機種はAS365）が存在する。

### 基地・本部
ハイパーレスキュー隊訓練センター
ハイパーレスキューの訓練センター。「パノラマバッグ」シリーズのリデコ品であるため、実際には訓練施設に必要な設備は何も無いただの立体駐車場である。また、椅子やバケットなどのプラキッズとの連動設備もない。
ハイパーレスキューサウンド本部
ハイパーレスキューの本部で各種緊急車両を出動させたりする。大規模な災害の場合は緊急司令基地に連絡して大型特殊車両の出動を要請する。また、隊員を訓練するためのロープなどの設備もある。

## トミカハイパーシリーズ (2006年～)

### ハイパーレスキュー
トミカタウンを災害から守るため特殊訓練を積んだエキスパートにより構成されたレスキューチーム。

### 隊員
ショウ隊員
レスキューについては、誰にも負けない自信を持っている。一番の頑張り屋。ハイパーレスキュー1号に乗って出動する。モデルは、マグナムレスキューシリーズに登場していたショウタである。
レン隊員
ショウ隊員のライバル。しっかり者の優等生。動物好きなやさしい一面を持つ。ハイパーレスキュー2号やハイパーアンビュランスに乗って出動する。モデルは、マグナムレスキューシリーズに登場していたケイスケである。
タクミ隊員
レスキュー車両や道具にとても詳しい、天才レスキュー隊員。救急救命士としての腕も確か。出動するときは、ハイパーレスキュー2号や3号に同乗して作戦を考える。モデルは、マグナムレスキューシリーズに登場していたドクターQである。
ヤッシー隊員
陽気でおしゃべり。乗り物が大好きで、どんな乗り物も運転してしまう天才ドライバー。ハイパーレスキュー3号に乗って出動する。(カレーが大好き。)マグナムレスキューシリーズに登場していたマモルである。
他にもトミカハイパーレスキュー隊には、全部で10数名のレスキュー隊員が働いている。

### 特殊車両

#### 大型特殊車両
ハイパーレスキュー1号
- 全長16.9m、全幅5.9m、全高8.1m、車両重量158t、最高速度180km/h

特殊機動工作車。2号と合体できる。ショウ隊員が操縦する。
ハイパーレスキュー2号
- 全長15.2m、全幅7.0m、全高6.1m、車両重量122t、最高速度160km/h

特殊救援支援車。1号、3号と合体できる。メインドライバーはレン隊員で、タクミ隊員がサブドライバーを務める。
ハイパーレスキュー3号
- 全長18.2m、全幅12.35m、全高10.4m、車両重量210t、最高速度120km/h

特殊救出工作車。ハイパーレスキュー1号、2号と合体させることが可能。メインドライバーはヤッシー隊員で、タクミ隊員がサブドライバーを務める。
ハイパーアンビュランス
- 全長29m、全幅5.9m、全高8.6m、車両重量282t、最高速度160km/h

救急車。ミニコンテナを搭載した特殊救急車に変形するアンビュラーIと、巨大メディカルセンターに変形するアンビュラーIIに分離する。レン隊員が運転する。また、『大阪市消防局セイバーミライ』には改良型のフューチャー・アンビュランスが登場している。

#### 中型特殊車両
ドクターコンテナヘリ
- 全長15.6m、全幅3.9m、全高8.45m、車両重量6.5t、最高速度300km/h

ドクターヘリ。トミカ1台を収納可能。
コンテナはしご消防車
- 全長12m、全幅4.2m、全高6.9m、車両重量80t、最高速度100km/h

はしご消防車。屋根が小型消火ビークルになる。
コンテナキャリアクレーン
- 全長18.8m、全幅4.8m、全高8.1m、車両重量150t、最高速度120km/h

クレーン。ハイパーブルーポリスのコンテナキャリアカーのハイパーレスキュー仕様。

#### 小型特殊車両
HR-01 機動巡回車
全長4.5m、全幅1.8m、全高1.8m、車両重量2.2t、最高速度220km/hの特殊車両。車種はトヨタ・ハリアー。
HR-02 機動救急車
全長4.9m、全幅1.8m、全高2.2m、車両重量2.1t、最高速度200km/hの救急車。車種はトヨタ・アルファード。
HR-03 機動支援車
車種はいすゞGIGAスーパーアンビュランス。
HR-03 機動ドラグショベル
全長9.5m、全幅2.8m、全高3.0m、車両重量19.5t、最高速度70km/hのドラグショベル。車種はコマツ 油圧ショベル PC200 ガレオ。
HR-04 機動はしご車
全長10.4m、全幅3.2m、全高4.6m、車両重量22t、最高速度120km/hのはしご車。塗装が異なる物も存在する。
HR-05 機動救助ヘリ
全長10.8m、全幅4.6m、全高4.6m、車両重量4.1t、最高速度350km/hの救助ヘリ。塗装が異なる物も存在する。
HR-06 機動無人放水車
全長3.7m、全幅1.8m、全高1.9m、車両重量1.3t、最高速度60km/hのロボット放水車。塗装が異なる物も存在する。
HR-07 機動救助ホバー
全長17m、全幅7.4m、全高5.5m、車両重量30t、最高速度200km/hのホバークラフト。車種は三井造船ホーバークラフト MV-PP5。塗装が異なる物も存在する。
HR-08 機動救急ヘリ
全長10.8m、全幅4.6m、全高4.6m、車両重量4.1t、最高速度350km/hの救急ヘリ。
救急工作車
車種は救助工作車III型。
ハイメディック救急車
車種はトヨタ・ハイメディック。
救急指令車
車種はスバル・インプレッサ。
山岳救急処置車
車種は軽装甲機動車。

### 基地・本部
ハイパーレスキュー緊急司令基地
ハイパーレスキューの基地で本格的な役割を果たす。ハイパーレスキュー1号、2号やハイパーブルーポリスステーション、高速道路にぎやかドライブと連結可能。

### ハイパーブルーポリス
トミカタウンを事故や事件から守るため全国の警察から集められたエキスパートにより構成された特殊ポリスチーム。

### 隊員
カケル隊員
トミカハイパーブルーポリスの主人公。ソニックランナーのメインドライバー。人工知能を搭載したソニックランナーをパートナーとし、いろいろな事件を解決していく。(実は犬が苦手で、警察犬が怖い)
マモル隊員
トミカハイパーブルーポリスの隊員の中で一番運転がうまい。ガードランナーのメインドライバー。カケル隊員のライバル。正義感が強く、口癖は「正義は必ず勝つ！」。前作『マグナムレスキュー』にも同名の隊員がいるが別のキャラクターである。
ミサ隊員
トミカハイパーブルーポリスのヒロイン的存在。オペレーターとしての能力はピカイチで、メカにも強い。(トミカハイパーレスキュー隊員からのファンも多いらしい…)
アダチ隊長
トミカハイパーブルーポリスの隊長。隊員みんなから尊敬されている。トミカハイパーレスキュー隊にいたとも噂される謎の経歴をもつ人物。(自分のヒゲをさわるのがクセである)
ツバサ隊員
HBP04 ブルーファルコンの専属パイロット。有名なアクロバット飛行パイロットを父親に持つツバサは、その才能を受け継ぐ天才パイロットだ。(でも、そうじはニガテ！隊員の中でも一番年下で、みんなの弟のような存在)
警察犬ジョン
トミカハイパーブルーポリス隊に所属する警察犬。危険察知能力に優れ、時として、ジョンのおかげで隊員たちが命拾いすることもある。隊員たちの命令に忠実で、中でもカケル隊員が大好き。(前述したようにカケルは犬が苦手…)
他にもトミカハイパーブルーポリス隊には、10数名の隊員たちがいて、それぞれがいろいろな役割を担っている。

### 特殊車両

#### 大型特殊車両
ソニックランナー
- 全長17.4m、全幅8.3m、全高6.8m、車両重量96t、最高時速400km/h

2007年に誕生した大型パトカー。人工知能を搭載し、自ら考え、話すことができる。カケル隊員が運転する。リアウィングには白バイを格納でき、パワーウィングにもトミカを格納できる。
ガードランナー
- 全長18.2m、全幅7.5m、全高7.2m、車両重量180t、最高速度160km/h

装甲車。あらゆる衝撃に耐えられる大型車両。マモル隊員が運転する。ミニコンテナも搭載可能。

#### 中型特殊車両
コンテナキャリアカー
- 全長18.8m、全幅4.8m、全高8.1m、車両重量160t、最高速度120km/h

最大7台のトミカを搭載したり、ミニコンテナをけん引したりする運搬に特化した車両。
コンテナポリスホバー
- 全長14m、全幅7m、全高6m、車両重量50t、最高速度80km/h

ホバークラフト。コックピットは水上バイクとして離脱し、船体底面に救助ゴムボートを格納している。
コンテナポリスヘリ
- 全長15.6m、全幅7.5m、全高8.45m、車両重量7t、最高速度280km/h

ヘリコプター。ミニコンテナを一度に二基空輸でき、トミカも2台搭載可能である。ハイパーレスキューのドクターコンテナヘリのハイパーブルーポリス用。

#### 小型特殊車両
HBP-01 ブルーフェニックス
全長4.2m、全幅1.8m、全高1.1m、車両重量1.2t、最高速度320km/hの加速を持つパトカー。車種はトヨタ・EX-7。カケル隊員、またはマモル隊員が運転する。
HBP-02 ブルーハスキー
全長9.6m、全幅2.9m、全高4.2m、車両重量19t、最高速度160km/hの特殊装甲車。車種は東急化学消防車。ミサ隊員が運転する。
HBP-03 ブルーラット
全長3.2m、全幅1.3m、全高1.6m、車両重量1.0t、最高時速240km/hの小型パトロールカー。車種はスバル・R1。アダチ隊長が運転する。トミカハイパー大冒険!ではマモル隊員が運転する。
HBP-04 ブルーファルコン
全長10.8m、全幅4.0m、全高4.3m、車両重量3.8t、最高速度380km/hの特殊小型ヘリコプター。ツバサ隊員が操縦する。量産型である機動ジェットヘリコプターも存在する。ツバサ隊員が操縦する。
HBP-05 ブルーガゼル
全長2.8m、全幅1.3m、全高1.3m、車両重量600kg、最高速度280km/hのトライク。ハイブリッドシステムを搭載している。量産型である機動バイクも存在する。
HBP-06 ブルーバッファロー
全長7.8m、全幅30m、全高34m、車両重量12t、最高速度180km/hの特殊情報処理車。量産型である機動情報処理車も存在する。
HBP-07 ブルークラブランナー
全長3.7m、全幅2.1m、全高2.5m、車両重量1.8t、最高速度60km/hの無人ロボット車両。機種は前田製作所のかにクレーン。量産型である機動多脚車も存在する。
HBP-08 ブルートータス
全長4.1m、全幅2.2m、全高2.0m、車両重量40t、最高速度80km/hの特殊車両。車種は大原鉄工所のスノータイガー。
この他、名称不明の物として、ソニックランナーに付属していた白バイと、ガードランナーに付属していた牽引車が存在する。

### 基地・本部
ハイパーブルーポリスステーション
ハイパーブルーポリスの基地で、事件が発生すれば緊急司令とともに小型車両が出動する。ハイパーレスキュー緊急司令基地、高速道路にぎやかドライブと連結可能。

## トミカハイパーシリーズ (2010年～)

### ハイパーレスキュー
トミカタウンを災害から守るため特殊訓練を積んだエキスパートにより構成されたレスキューチーム。

### 隊員
ショウ隊員
レスキューについては、誰にも負けない自信を持っている。一番の頑張り屋。ハイパーレスキュー1号（II型）に乗って出動する。モデルは、マグナムレスキューシリーズに登場していたショウタである。
レン隊員
ショウ隊員のライバル。しっかり者の優等生。動物好きなやさしい一面を持つ。ハイパーレスキュー2号（II型）やハイパーアンビュランスに乗って出動する。モデルは、マグナムレスキューシリーズに登場していたケイスケである。
タクミ隊員
レスキュー車両や道具にとても詳しい、天才レスキュー隊員。救急救命士としての腕も確か。出動するときは、ハイパーレスキュー2号（II型）に同乗して作戦を考える。モデルは、マグナムレスキューシリーズに登場していたドクターQである。
ヤッシー隊員
陽気でおしゃべり。乗り物が大好きで、どんな乗り物も運転してしまう天才ドライバー。ハイパーレスキュー3号（II型）に乗って出動する。(カレーが大好き。)マグナムレスキューシリーズに登場していたマモルである。
ウチダ隊長
トミカハイパーレスキューをまとめる隊長。緊急指令タワー基地から各レスキュー車両に指令を行う。厳しい作戦を立てており、ショウ隊員以上に諦めない心を持っている。
ハヤブサ隊員
遠くの災害にも敏感に反応する聴力や嗅覚を持ち、災害現場ではどんな細かい変化も察知できる。口癖は「オレにまかせとけ！」
他にもトミカハイパーレスキュー隊には、全部で10数名のレスキュー隊員が働いている。

### 特殊車両

#### 大型特殊車両
ハイパーレスキュー1号（II型）
- 全長18.6m、全幅5.8m、全高8.6m、車両重量165t、最高速度190km/h

特殊機動放水車。ハイパーレスキュー1号をパワーアップさせた車両で2号（II型）、3号（II型）と合体できる。ショウ隊員が操縦する。また、『大阪市消防局セイバーミライ』には改良型のフューチャー・レスキュー1号が登場している。
ハイパーレスキュー2号（II型）
- 全長16.0m、全幅7.4m、全高9.0m、車両重量145t、最高速度160km/h

特殊機動はしご車。ハイパーレスキュー2号をパワーアップさせた車両で1号（II型）、3号（II型）と合体できる。メインドライバーはレン隊員、サブドライバーをタクミ隊員が務める。
ハイパーレスキュー3号（II型）
- 全長20.0m、全幅9.1m、全高8.5m、車両重量200t、最高速度130km/h

特殊削岩工作車。ハイパーレスキュー3号をパワーアップさせた車両で1号（II型）、2号（II型）と合体させることが可能。ヤッシー隊員が操縦する。大型削岩ドリル「ハイパードリル」を装備。
ハイパーアンビュランス
- 全長29m、全幅5.9m、全高8.6m、車両重量282t、最高速度160km/h

特殊救急車。ミニコンテナを搭載した救急車に変形するアンビュラーIと、巨大メディカルセンターに変形するアンビュラーIIに分離する。レン隊員が運転する。また、『大阪市消防局セイバーミライ』には改良型のフューチャー・アンビュランスが登場している。

#### 鉄道車両
レスキューライナー
- 全長約28.6m、全幅約2.6m、全高約3.3m（変形後約4.1m）、車両重量約151t、最高速度約330.0km/h（変形後約200.0km/h）

3両編成の特急電車型鉄道車両（プラレール）。鉄道路線を使用して災害現場へと向かう。1両目は巨大放水銃を展開した形態へ変形が可能。また、3両目にはトミカを搭載できる。主にハヤブサ隊員が操縦する。

#### 小型特殊車両
HR-01 機動巡回車II型
車種は日産・スカイラインクロスオーバー。
HR-02 機動救急車
全長4.9m、全幅1.8m、全高2.2m、車両重量2.1t、最高速度200km/hの救急車。車種はトヨタ・アルファード。
HR-03 機動ブルドーザ
全長6.1m、全幅4.4m、全高3.4m、車両重量27.7t、最高速度30km/hの特殊車両。車種はコマツ ブルドーザ D85PX。
HR-04 機動はしご車
全長10.4m、全幅3.2m、全高4.6m、車両重量22t、最高速度120km/hのはしご車。塗装が異なる物も存在する。
HR-05 機動救助ヘリ
全長10.8m、全幅4.6m、全高4.6m、車両重量4.1t、最高速度350km/hの救助ヘリ。塗装が異なる物も存在する。
HR-06 機動無人放水車
全長3.7m、全幅1.8m、全高1.9m、車両重量1.3t、最高速度60km/hのロボット放水車。塗装が異なる物も存在する。
HR-07 機動救急支援車
全長4.3m、全幅1.8m、全高1.8m、車両重量1.4t、最高速度210km/hの小型特殊車両。車種は三菱・RVR。
HR-08 機動救急ヘリ
全長10.8m、全幅4.6m、全高4.6m、車両重量4.1t、最高速度350km/hの救急ヘリ。
量産型小型特殊車両
救急工作車
車種は救助工作車III型。
ハイメディック救急車
車種はトヨタ・ハイメディック。
救急指令車
車種はスバル・インプレッサ。
山岳救急処置車
車種は軽装甲機動車。
機動指揮車
車種はスバル・インプレッサWRX STI 4door。
機動耐熱救助車
車種は軽装甲機動車。
機動救急支援車
車種は日産・ジューク。
機動消防ヘリ
機種はハイパーブルーポリスのブルーファルコン。

### 基地・本部
ハイパーレスキュー訓練ベース
ハイパーレスキュー隊員の訓練基地。小型特殊車両待機ベース、小型特殊車両給油ベースの2商品と組み合わせることによって「ハイパー連結本部」が完成する。
小型特殊車両待機ベース
トミカサイズの小型車両を8台配置できる。シールの選択によって「ハイパーレスキュー」と「ハイパーブルーポリス」どちらかのベースになる。「トミカタウン立体パーキングタイムズ」のリデコ品。
小型特殊車両給油ベース
トミカサイズの小型車両用補給ベース。シールの選択によって「ハイパーレスキュー」と「ハイパーブルーポリス」どちらかのベースになる。
緊急司令タワー基地
ハイパーレスキューの超高層タワー基地。治療センター、給油センター、整備センターがある他、第1、第2ヘリポートもある。ハイパーレスキュー1号（II型）、ハイパーレスキュー2号（II型）、ハイパーレスキュー3号（II型）、ハイパーアンビュランスなどの大型特殊車両も配備できる。2012年以降は未登場。

### ハイパーブルーポリス
トミカタウンを事故や事件から守るため全国の警察から集められたエキスパートにより構成された特殊ポリスチーム。

### 隊員
カケル隊員
トミカハイパーブルーポリスの主人公。スーパーソニックランナーのメインドライバー。人工知能を搭載したスーパーソニックランナーをパートナーとし、いろいろな事件を解決していく。(実は犬が苦手で、警察犬が怖い)
マモル隊員
トミカハイパーブルーポリスの隊員の中で一番運転がうまい。キャリアランナーのメインドライバー。カケル隊員のライバル。正義感が強く、口癖は「正義は必ず勝つ！」。前作『マグナムレスキュー』にも同名の隊員がいるが別のキャラクターである。
ミサ隊員
トミカハイパーブルーポリスのヒロイン的存在。オペレーターとしての能力はピカイチで、メカにも強い。(トミカハイパーレスキュー隊員からのファンも多いらしい…)
アダチ隊長
トミカハイパーブルーポリスの隊長。隊員みんなから尊敬されている。トミカハイパーレスキュー隊にいたとも噂される謎の経歴をもつ人物。(自分のヒゲをさわるのがクセである)
ツバサ隊員
ストームランナーの専属パイロット。キャリアスカイとHBP04 ブルーファルコンの操縦も担当する。有名なアクロバット飛行パイロットを父親に持つツバサは、その才能を受け継ぐ天才パイロットだ。(でも、そうじはニガテ！隊員の中でも一番年下で、みんなの弟のような存在)
警察犬ジョン
トミカハイパーブルーポリス隊に所属する警察犬。危険察知能力に優れ、時として、ジョンのおかげで隊員たちが命拾いすることもある。隊員たちの命令に忠実で、中でもカケル隊員が大好き。(前述したようにカケルは犬が苦手…)
ノゾミ隊員
鉄道の知識はピカイチ。時間に厳しく、どんな状況でも約束や時間をしっかりと守る。口癖は「定刻どおり！」。『ハイパーガーディアン』にも同名の人物がいるが別のキャラクターである。
他にもトミカハイパーブルーポリス隊には、10数名の隊員たちがいて、それぞれがいろいろな役割を担っている。

特殊車両

#### 大型特殊車両
スーパーソニックランナー
- 全長17.8m、全幅7.5m、全高5.5m、車両重量90t、最高速度420km/h

2010年に誕生したスピードを誇る大型パトカー。ソニックランナーをパワーアップした新型車両。カケル隊員が運転する。
キャリアランナー
- 全長26.7m、全幅8.8m、全高9.1m、車両重量135t、最高速度170km/h

「キャリアスカイ」と呼ばれるキャブ部分の小型VTOLと「キャリアベース」と呼ばれる大型キャリアカーが合体し、「キャリアランナー」となる。メインドライバーはマモル隊員。キャリアスカイのパイロットはツバサ隊員が担当する。

ストームランナー
- 全長17.0m、全幅17.5m、全高8.0m、総重量90t、最高速度マッハ3

高速ジェット機。ストーム1とストーム2に分離し、ストーム1は陸のレーシングモードと海のダイブモード、空のスカイモードそれぞれに変形し、ストーム2はスーパーソニックランナーと合体する。ツバサ隊員が操縦する。
カーゴジャンボ
ハイパーブルーポリス用のジャンボジェット。トミカ3台を格納可能。通常のカーゴジャンボのリデコ品。

#### 鉄道車両
ブルーポリスライナー
全長約28.6m（変形後約30.2m）、全幅約2.6m（変形後約4.6m）、全高約3.3m（変形後約3.7m）、車両重量約120t、最高速度約380.0km/h（変形後約420.0km/h）
3両編成の新幹線型鉄道車両（プラレール）。鉄道路線のパトロールを任務としている。1両目は飛行などが可能な「超速モード」に変形可能。捕獲用ウィンチランチャーやスモークランチャーを装備している他、3両目にトミカ一台を搭載可能。主にノゾミ隊員が操縦する。

#### 小型特殊車両
HBP-01 ブルーフェニックスII
車種は日産・フェアレディZ Z34。
HBP-02 ブルーハスキーII
全長8.4m、全幅2.5m、全高3.4m、車両重量7.1t、最高速度180km/hの特殊装甲車。車種は災害対策用救助車III型。ミサ隊員が運転する。
HBP-03 ブルーラットII
全長3.4m、全幅1.5m、全高1.2m、車両重量0.8t、最高速度250km/hの高性能小型パトロールカー。ブルーラットをパワーアップした車両。車種はダイハツ・コペン。アダチ隊長が運転する。レッツゴー!トミカボーイズではミサ隊員が運転する。
HBP-04 ブルーファルコン
全長10.8m、全幅4.0m、全高4.3m、車両重量3.8t、最高速度380km/hの特殊小型ヘリコプター。ツバサ隊員が操縦する。量産型である機動ジェットヘリコプターも存在する。ツバサ隊員が操縦する。
HBP-05 ブルーガゼル
全長2.8m、全幅1.3m、全高1.3m、車両重量600kg、最高速度280km/hのトライク。ハイブリッドシステムを搭載している。量産型である機動バイクも存在する。
HBP-06 ブルーバッファロー
全長7.8m、全幅30m、全高34m、車両重量12t、最高速度180km/hの特殊情報処理車。量産型である機動情報処理車も存在する。
HBP-07 ブルークラブランナー
全長3.7m、全幅2.1m、全高2.5m、車両重量1.8t、最高速度60km/hの無人ロボット車両。機種は前田製作所のかにクレーン。量産型である機動多脚車も存在する。
HBP-08 ブルーパンサー
全長5.0m、全幅1.8m、全高2.0m、車両重量1.8t、最高速度230km/hの特殊車両。車種は三菱・トライトン。
量産型小型特殊車両
機動パトロールカー
車種は三菱・ランサーエボリューションX。

### 基地・本部
ハイパーブルーポリス整備ベース
ハイパーブルーポリスの各車両を整備、点検できる基地。小型特殊車両待機ベース、小型特殊車両給油ベースの2商品と組み合わせることによって「ハイパー連結本部」が完成する。
小型特殊車両待機ベース
トミカサイズの小型車両を8台配置できる。シールの選択によって「ハイパーブルーポリス」と「ハイパーレスキュー」どちらかのベースになる。「トミカタウン立体パーキングタイムズ」のリデコ品。
小型特殊車両給油ベース
トミカサイズの小型車両用補給ベース。シールの選択によって「ハイパーブルーポリス」と「ハイパーレスキュー」どちらかのベースになる。

### ハイパービルダー
トミカタウンの「発展」「新都市計画」などを建設の技術を使って守るために創設されたスペシャルチーム。

### 隊員
リキ隊員
トミカハイパービルダーの主人公。ケン隊員とは双子の兄。ハイパービルダー1号を操縦し、パワー系の力作業を主に行い、チーム内では「力のリキ、技のケン」と言われている。気合が入ると「うりゃぁ～!!」と言ってしまう口癖がある。元重量あげの選手。
ケン隊員
リキ隊員とは双子の弟。兄のリキとは対照的に、一歩後ろに下がる性格。ハイパービルダー2号のショベルクローラを操縦し、テクニック型の工作作業を主に行う。機械いじりが大好き。趣味は化石の収集。
ミホ隊員
トミカハイパービルダーのヒロイン。ハイパービルダー2号のドリルクローラを操縦し、測量＆分析の作業を行う。みんなをサポートする人気者。趣味は編み物。
イシバシ隊長
トミカハイパービルダーをまとめる頼れる若き隊長。何事にも慎重な性格ではあるが、的確な指示と鋭い判断力を持ち、部下からの信頼はアツい。
コダマ隊員
下町育ちで頑固な職人気質。腕っ節が強く、負けず嫌いな性格でいざという時の仲間との連携プレイはお見事。口癖は「がってんだ！」
他にも優秀な建設テクニックを持つ10数名の隊員たちが配属されている。

### 特殊車両

#### 大型特殊車両
ハイパービルダー1号
- 全長約22.0m、全幅約6.5m、全高約7.2m、車両重量約1200t、最高速度約80.0㎞/h

大型特殊クレーン車。伸縮ブームを搭載し、車両内部に小型特殊車両3台を収納できる。また、ハイパービルダー2号をはじめ他の大型車両と合体することもできる。リキ隊員が操縦する。
ハイパービルダー2号
- 全長約16.0m、全幅約8.5m、全高約11.0m、車両重量約980t、最高速度約80.0㎞/h

大型特殊作業車。巨大なショベルとドリルの2つを持っている。ショベルクローラとドリルクローラの二両の車両に分離することが可能な他、ハイパービルダー1号と超合体システムであるハイパーサイドジョイントを行うことでグレートビルダーに変形することができる。ケン隊員が操縦する。

#### 鉄道車両
ビルダーライナー
- 全長約29.5m、全幅約2.6m（変形後約5.2m）、全高約3.3m、車両重量約255t、最高速度約210.0km/h（変形後約150.0km/h）

3両編成のディーゼル機関車型鉄道車両（プラレール）。1両目に障害物破砕用の巨大ドリルを装備している。1両目は4本の小型ドリルを展開した5連ドリルモードに変形可能で、破壊力を10倍に高めることができる。3両目にトミカ一両を搭載可能。主にコダマ隊員が操縦する。
パワードライナー
- 全長約55.5m（5両連結時）、全幅約2.6m（変形後約5.2m）、全高約3.3m、車両重量約455t（5両連結時）、最高速度約160.0km/h（変形後約230.0km/h）

5両編成の鉄道車両（プラレール）。各チームのハイパーカーゴを輸送する。先頭車はジェットモードに自動変形して2両目の台車から分離し空中での資材運搬を行う。分離された台車にはトミカを搭載することも可能。ハイパーカーゴは各チームのライナーや大型車両と合体する。3両目のロボアームカーゴは建設モードに自動変形すると資材運搬だけでなく建設作業も行う。4両目のファイアーカーゴは巨大放水銃を搭載し、5両目のスピードカーゴは巨大なジェットエンジンを搭載している。

#### 小型特殊車両
HB01 ビルダーダッシュ
全長約4.4m、全幅約1.8m、全高約1.3m、車両重量約1.3t、最高速度約300㎞/hの特殊指揮車。車種はマツダ・RX-8。リキ隊員が運転する。
HB02 ビルダーカッター
全長約9.2m、全幅約2.8m、全高約3.0m、車両重量約19.3t、最高速度約160㎞/hの車両。車種はコマツ ホイール式油圧ショベル PW200。超硬度ハイパートミカメタルを採用している。ケン隊員が運転する。
HB03 ビルダーダンプ
全長約13.5m、全幅約8.0m、全高約6.8m、車両重量約170t、最高速度約75㎞/hのダンプカー。車種は日立建機 リジッドダンプトラック EH3500ACII。ミホ隊員が運転する。
HB04 ビルダーサーチ
全長約4.7m、全幅約1.9m、全高約1.8m、車両重量約1.8t、最高速度約280㎞/hの車両。車種はトヨタ・FJクルーザー。走破力・情報能力に優れている。イシバシ隊長が運転する。
HB05 ビルダーアーム
全長約8.0m、全幅約2.3m、全高約2.8m、車両重量約17.8t、最高速度約60㎞/hの車両。車種は日立建機 双腕作業機 アスタコ。2本のアームによる精密作業に優れている。
量産型小型特殊車両
機動ビルダーキャリア
車種はいすゞ・ギガ ダンプカー

### ハイパーグリーンレンジャー
トミカタウンのエネルギー危機を救うためハイパーエナジーを探すエネルギー探査チームとして創設された。

### 隊員
No.1 ユウキ
トミカハイパーグリーンレンジャーの主人公。レンジャータンサーを操縦する。だれよりも「勇気」のあるレンジャー隊員。冒険が大好きで、ワクワクをいつも探している。危険をかえりみず行動し、No.4のドクターに怒られることも度々… ミニカー集めが趣味。
No.2 キボウ
どんな時も「希望」を捨てないレンジャー隊員。レンジャージャイロを操縦する。冷静な判断力で任務を遂行しクールな態度をとっているが、冒険に対していつもワクワクしている。射撃がうまく、狙った的は外さない。メガネはおしゃれとして使用している。No.1 ユウキのよきライバルでもある。メガネコレクションが趣味。
No.3 ガッツ
だれよりも「力持ち」なレンジャー隊員で「ガッツ」と呼ばれている。レンジャートレーラーを操縦する。言葉数が少なく、無口で「ウムウム…」と言っていることが多い。実は高いところが苦手で、アラートヘリには乗りたくないと思っている。筋肉トレーニングが趣味。
No.4 ドクター
医者を担当するレンジャー隊員で「ドクター」と呼ばれている。普段あかるい性格の女の子で、ピンクが大好き。No.5のハカセのことを「ワンちゃん」と呼ぶ。なぜかハカセの犬語を理解し、みんなに通訳してくれる。ウクレレが趣味。
No.5 ハカセ
ハイパーエナジーについての様々な情報を知っている。ロボット犬のレンジャー隊員で「ハカセ」と呼ばれている。鼻のセンサーでハイパーエナジーを探すことが出来るのだが、「ワンワン」としか話せない。犬語が理解できるNo.4のドクターといつも一緒に行動している。趣味は秘密。
No.6 モンキー
のりものの操縦が得意なレンジャー隊員で「モンキー」と呼ばれている。普段の操縦では飽き足らず、ついついアクロバットな操縦をしてしまいメンバーをビックリさせる。手先が器用で、探査ビークルの整備やレンジャーツールなどの開発もできる。ホラー映画鑑賞が趣味。

### 特殊車両

#### 大型探査ビークル
レンジャータンサー
- 全長約19.2m、全幅約9.4m、全高約8.1m、車両重量約188t、最高速度約150km/h

ハイパーグリーンレンジャー1号。大型8輪探査ビークル。ユウキが操縦する。小型ビークル3台を搭載可能な他、強固な装甲や作業アーム、ヘリポート、サークルカッターなどを有しており、側面のエナジーポッドにハイパーエナジーを貯蔵できる。また、レンジャージャイロと合体してハイパーレンジャータンクに変形する。
レンジャージャイロ
- 全長約20.4m、全幅約18.8m、全高約8.1m、車両重量約48t、最高速度約555km/h

ハイパーグリーンレンジャー2号大型探査ヘリ。キボウが操縦する。サイドバイサイドローター方式を採用しており、機内に小型ビークル1台を搭載可能な他、機首にセンサー弾やネット弾を発射可能なマルチキャノン2門を装備している。また、レンジャータンサーと合体してハイパーレンジャータンクに変形する。
レンジャートレーラー
- 全長約39.6m、全幅約9.5m、全高約8.2m、総重量約360t、最高速度約130km/h

ハイパーグリーンレンジャー3号。大型トレーラー。ガッツが操縦する。レンジャーバギーとレンジャートレーラーに分離する。レンジャートレーラーには小型探査ビークル6台やレンジャータンサー、レンジャージャイロ、レンジャータンサーとレンジャージャイロが合体したハイパーレンジャータンクが搭載できる。レンジャーバギーは探査ロボに変形する。探査ロボの腹部には小型探査ビークル1台が収納可能。
レンジャーフェリー
- 全長約24.0m、全幅約9.0m、全高約8.0m、車両重量約130t、最高速度約30ノット

輸送フェリー。小型探査ビークル12台が搭載可能。前後部のハッチから小型探査ビークルを発進可能。前部のマルチキャノンからセンサー弾やネット弾などが発射できる。ハイパーレスキューのフェリーボートのリデコ品。

#### 中型探査ビークル
レンジャーホバー
- 全長約14.0m、全幅約7.0m、全高約6.0m、車両重量約50t、最高速度約80km/h

探査ホバー。コックピットから水上バイクを発進させることができる。ハイパーブルーポリスのコンテナポリスホバーのリデコ品。
HGR特殊アーマー
小型探査ビークルを強化するパーツでビークルを地中探査フォームにするドリルアーマーと空中探査フォームにするスカイアーマーがある。

#### 小型探査ビークル
HGR01 ハードポインター
全長約3.3m、全幅約1.6m、全高約1.6m、車両重量約0.5t、最高速度約270km/hのオフロードバギー。ユウキが運転する。過酷な環境に対応するために強固な装甲と大径タイヤを装備しており、後部に搭載したマウントアダプターでエナジーポッドの運搬ができる。
HGR02 ワイルドカッター
全長約2.9m、全幅約1.0m、全高約1.6m、車両重量約0.115t、最高速度約290km/hのオフロードバイク。キボウが運転する。後部に搭載したマウントアダプターでエナジーポッドの運搬ができる。
HGR03 ハンマーヘッド
全長約3.3m、全幅約1.6m、全高約1.6m、車両重量約0.4t、最高速度約220km/hのリバーストライク（3輪）。ガッツが運転する。後部に搭載したマウントアダプターでエナジーポッドの運搬ができる。なお、後輪はクローラーとなっている。
HGR04 シグナルスキャナー
全長約4.4m、全幅約1.8m、全高約1.5m、車両重量約1.55t、最高速度約210km/hのラリーカー。ドクターが運転する。前部にハイパースキャナーを搭載し地形や気象状況をスキャンすることができる。車種はスバル・インプレッサWRX STi。
HGR05 シグナルサポーター
全長約4.4m、全幅約2.0m、全高約1.9m、車両重量約4.5t、最高速度約160km/hの高機動車。ハカセが運転する。スーパーコンピューターを搭載し情報を分析したり物資を運ぶことができる。車種は軽装甲機動車。
HGR06 アラートヘリ
全長約13.0m、全幅約11.0m、全高約4.0m、車両重量約4.0t、最高速度約340km/hのヘリコプター。モンキーが操縦する。障害物の多いエリアでも自由に飛び回りエネルギーを探索することが可能。機種はBK177C-2。

### ハイパーレスキュー・ハイパーブルーポリス共用大型特殊車両
ハイパーグランナー
- 全長35.0m、全幅9.7m、全高10.4m、車両重量555t、最高速度130km/h

巨大移動基地ビークル。第一世代末期と第二世代で後術のXライナーが登場するまでは主役機の一つだった。ハイパーブルーポリスとハイパーレスキューの共同開発により誕生した。ノーマルフォーム、緊急フォーム、基地フォームの3つのフォームに変形する。左側がハイパーブルーポリス、右側がハイパーレスキューの基地となる。ボタン電池使用により、サウンド機能、パトランプの点灯機能などがあるが、ボディ展開やトミカの発進機能は手動。ボディの側壁を左右に展開したり、ボディセンター部にトミカ発進用の大スロープを持つなど、かつての「マグナムパトレーラー」を髣髴とさせる機能を持つ。
ハイパーレスキュー・ハイパーブルーポリス・ハイパービルダー共用大型特殊車両
Xランナー
- 全長約24.1m、全幅約11.1m、全高約10.1m、車両重量約500t、最高速度約130km/h

超大型特殊車両。ブルーポリス・レスキュー・ビルダーの3チームが共同開発した。ブルーポリスのジェット機であるX-1（全長約10.7m、全幅約13.7m、全高約5.9m、車両重量約90t、最高速度約マッハ2.5）、レスキューのレーシングカー型消防車両であるX-2（全長約13.3m、全幅約10.4m、全高約6.8m、車両重量約160t、最高速度約190km/h）、ビルダーのブルドーザー型工作車両であるX-3（全長約13.3m、全幅約11.1m、全高約10.1m、車両重量約250t、最高速度約80km/h）の3両に分離する。また、後部のガトリングドラムに3両の車両を搭載でき、それらを連続発射することが可能。
トヨタ・86
Xランナーの初回生産分に付属されたトミカ。ブルーポリス・レスキュー・ビルダーの3チームの塗装が施されている。

### ハイパーレスキュー・ハイパーブルーポリス共用基地
トミカハイパーシリーズパーキングケース
パーキングケースの仕様変え品、「ハイパーレスキュー」と「ハイパーブルーポリス」それぞれのシンボルカラーに合わせて成型色を青と赤に揃えてある他、チームロゴの入った紙製のボードを天板としてケースの上面に乗せ、基地に見立てて遊べる。スロープなども付属している。
トミカハイパータウンセット
トミカタウンの規格に合わせたマップとシャッターの付いた車庫風の建物が「ハイパーレスキュー」と「ハイパーブルーポリス」用にそれぞれ1つずつ付属したプレイセット。

### マッドサイエンティスト
Dr.ワルーダ
トミカタウンに住むマッドサイエンティスト。わがままな性格で、思ったことを発明品で実現しようとする。自分のことを「天才」だと思っているが、なにかとトミカタウンの人々に迷惑な発明品ばかり造り困らせる。自ら開発した「ワルーダモービル」や「ワルーダスコーピオン」などでトミカプラレールタウンの中を走り回っている。「テレビ」「ネット」が大好きで、事件の発端はテレビ＆ネットからの情報が多い。人に呼ばれるとき、「天才発明家の～」を付けないと怒る。（かつて「マグナムレスキューシリーズ」に登場した「ワルーダ」との関係は不明）
ワルーダコブーン
Dr.ワルーダがつくった子分ロボット。「ブーン」としか話せないがDr.ワルーダだけはなにを言ってるのかわかる。他のプラキッズよりも少し背が低いことを気にしていて、手柄を立てて大きなロボットに改造してもらうのが夢。

### マッドサイエンティスト車両
ワルーダモービル
- 全長約4.5m、全幅約2.0m、全高1.1m、車両重量約15t、最高速度約290㎞/h

スポーツカー型の不審車両。周りの色に車体の色を合わせるステルス機能（光学迷彩）を搭載している。車種は光岡・オロチ。
ワルーダスタッガー
- Dr.ワルーダが運転するバギー。シザーモードとダウジングモードに2つのモードにチェンジすることができる。シザーチョッパーと合体して、2本のハサミと2本の触覚を持ったワルーダ ロブスタンクに変形することが可能。後部に搭載したマウントアダプターでエナジーポッドの運搬ができる。

シザーチョッパー
- ワルーダコブーンが運転するバイク。2台を合体させることで、Wシザーカーに変形することができる。ワルーダスタッガーと合体してワルーダ ロブスタンクに変形することが可能。後部に搭載したマウントアダプターでエナジーポッドの運搬ができる。

### 鉄道車両
ワルーダスコーピオン
- 3両編成のサソリ型鉄道車両（プラレール）。「スコーピオンモード」に変形可能。変形すると1両目にサソリのハサミを模した腕が展開し、3両目にはサソリのしっぽを模したドリルが展開する。大木をもへし折るパワーと目にもとまらぬスピードでハイパーエナジーを奪い取る。その反面、エネルギー消費が激しくスコーピオンモードを維持できる時間は限られている。

## サウンドリンクシリーズ
トミカタウンを災害から守るため特殊訓練を積んだエキスパートにより構成されたレスキューチーム。

### 隊員
ショウ隊員
レスキューについては、誰にも負けない自信を持っている。一番の頑張り屋。ハイパーレスキュー0に乗って出動する。モデルは、マグナムレスキューシリーズに登場していたショウタである。
レン隊員
ショウ隊員の同期。しっかり者の優等生。動物好きなやさしい一面を持つ。パワードレスキューに乗って出動したり、グレートアンビュランスに同乗する。モデルは、マグナムレスキューシリーズに登場していたケイスケである。
タクミ隊員
レスキュー車両や道具にとても詳しい、天才レスキュー隊員。ショウ隊員とレン隊員の上司にあたる。パワード消防車やパワードドリルに乗って出動する。救急救命士としての腕も確かで、グレートアンビュランスのメインドライバーを務める。モデルは、マグナムレスキューシリーズに登場していたドクターQである。
バリー
トミカハイパーレスキューに所属する災害救助犬。災害により救助を必要とする人を、鼻を使って救出する。
他にもトミカハイパーレスキュー隊には、全部で10数名のレスキュー隊員が働いている。

### 特殊車両

#### 大型特殊車両
ハイパーレスキュー0
- 全長約21.5m、全幅約8.5m、全高約7.8m、総重量約227t、最高速度約185km/h

サウンドリンク対応の大型レスキュー車両。内部に2台のトミカを搭載可能の他、機動無人救助ロボを搭載している。パワーユニットビークルと合体できる。ショウ隊員が操縦する。
グレートアンビュランス
- 全長約24.7m、全幅約7.2m、全高約8.1m、総重量約292t、最高速度約160km/h

大型救急車。ヘリコプターに変形するアンビュラーIと救急基地に変形するアンビュラーIIに分離する。メインドライバーをタクミ隊員、サブドライバーをレン隊員が務める。

### 中型特殊車両
パワーユニットビークル01 パワードレスキュー車
- 全長約13.6m、全幅約8.1m、全高8.5m（アーム格納時）、総重量約72t、最高速度約160km/h

大型レスキュー車両。チェーンカッター、大型レスキューアームを装備している他、内部に1台のトミカを搭載可能。ハイパーレスキュー0と合体することでハイパーレスキュー01となる。玩具にはショウ隊員が付属するが、アニメではレン隊員が操縦する。
パワーユニットビークル02 パワード消防車
- 全長約16.3m、全幅約6.8m、全高約7.8m、総重量約78t、最高速度約160km/h

大型消防車両。ロングラダー、ロングウォーターガンを装備している他、内部に1台のトミカを搭載可能。ハイパーレスキュー0と合体することでハイパーレスキュー02となる。玩具にはレン隊員が付属するが、アニメではタクミ隊員が操縦する。
パワーユニットビークル03 パワードドリル
- 前に2つのドリルを備えており、また内部にトミカを搭載可能。ハイパーレスキュー0と合体することでハイパーレスキュー03となる。玩具にはタクミ隊員が付属する。アニメでも操縦する。

### ハイパーブルーポリス
トミカタウンを事故や事件から守るため全国の警察から集められたエキスパートにより構成された特殊ポリスチーム。

### 隊員
カケル隊員
トミカハイパーブルーポリスの主人公。ソニックアローのメインドライバー。人工知能を搭載したソニックアローをパートナーとし、いろいろな事件を解決していく。(実は犬が苦手で、警察犬が怖い)
マモル隊員
トミカハイパーブルーポリスの隊員の中で一番運転うまい。ソニックブレイカーのメインドライバー。カケル隊員のライバル。正義感が強く、口癖は「正義は必ず勝つ！」。前作『マグナムレスキュー』にも同名の隊員がいるが別のキャラクターである。
ミサ隊員
トミカハイパーブルーポリスのヒロイン的存在。オペレーターとしての能力はピカイチで、メカにも強い。(トミカハイパーレスキュー隊員からのファンも多いらしい…)
ソラ隊員
過酷な訓練と厳しい試験を通過し、一般隊員から晴れてソニックメテオのメインパイロットとなった。努力と根性は誰にも負けない。
警察犬ジョン
トミカハイパーブルーポリス隊に所属する警察犬。危険察知能力に優れ、時として、ジョンのおかげで隊員たちが命拾いすることもある。隊員たちの命令に忠実で、中でもカケル隊員が大好き。(前述したようにカケルは犬が苦手…)
他にもトミカハイパーブルーポリス隊には、10数名の隊員たちがいて、それぞれがいろいろな役割を担っている。

### 特殊車両

#### 大型特殊車両
ソニックアロー
- 全長約17.6m、全幅約7.5m、全高5.8m、総重量約78.5t、最高速度時速565km

スピードタイプの大型特殊車両。サウンドリンク対応。人工知能を搭載し自ら考え話すことができる。新開発のハイブリットエンジンと徹底的な軽量化で驚異的な時速で走行することができる。ソニックブレイカーと合体してスーパービークルフォームのビクトリーソニック、巨大ロボットフォームのライジングソニックとなる。カケル隊員が操縦する。
ソニックブレイカー
- 全長約17.5m、全幅約10.1m、全高6.5m、総重量約95t、最高速度時速270km

パワータイプの大型特殊車両。悪路や急な登坂でもなんなく走破できる。また、ブレイカーキャノンとブレイカーミサイルを装備し、凶悪犯罪に立ち向かう。ソニックアローと合体してスーパービークルフォームのビクトリーソニック、巨大ロボットフォームのライジングソニックとなる。マモル隊員が操縦する。
ソニックメテオ
- 全長約22.1m、全幅30.2m、全高約8.7m、総重量約68t、最高速度約マッハ3

大型特殊航空機。空からの犯人の捜索や追跡、監視活動任務にあたる。ソニックアローやソニックブレイカーと合体することでこれらを飛行マシンに変形させる。ソラ隊員が操縦する。

##### サウンドリンクトミカ
HBP-01 ブルーイーグル
HBP-02 ブルーバイソン
HBP-03 ブルーフォックス
HBP-04 ブルーマンモス
HBP-05 ブルータイガー
HBP-06 ブルードーベル
HBP-07 ブルーシャーク

##### ビルドアップトミカ
HBP-08 TOYOTA 86ホーク
HBP-09 Toyota FJクルーザー チーター
HBP-10 Toyota FJクルーザー ベア
HBP-11 Honda VFR ホース
HBP-12 Honda VFR ディノラプター
HBP-13 TOYOTA86 カイト
HBP-SP ドラグニルアーマーセット
HBP-SP パワードアーマーセット

## アクティブチェンジシリーズ
トミカハイパーシリーズの最新シリーズ。2019年に「トミカハイパーレスキューアクティブチェンジャー」が発売され、ユーチューブではNEXTSTAGEと同じくCGアニメーションでショートアニメシリーズが公開されている。全5話。第三世代までハイパーレスキューの主人公であったショウ隊員は、今回主人公ではなく新主人公リョウ隊員の先輩として登場している。また、ベテランレスキュー隊員ということもあり、スーパー隊員に昇格。また、今回の舞台はトミカフューチャーシティとよばれるハイテクの街である。
アクティブチェンジとは、トミカの特殊車両が飛行できるモードに変わったり、またハイパーレスキュー1号の場合は飛行モードの他に作戦行動の指揮をとることのできるベースモードに変わることである。
また、今作はビークルがアクティブチェンジする際に、隊員のユニフォームもアクティブチェンジし、レスキュー能力を上げることができる。
プラキッズは未発売。

### 隊員
リョウ隊員
今作の主人公。新人隊員。AC01 ファイヤージェットを操縦する。熱血な隊員でまずは行動を起こそうとする隊員。そのためショウ隊員に怒られたりもする。
ケン隊員
今作の2人目の主人公。新人隊員。AC04 アンビュコプターを操縦する。1,2,3世代のレン隊員の役割を行う。リョウ隊員とは正反対な性格で、冷静な判断をしてから行動に移す隊員。
ショウ隊員
スーパー隊員として活躍していて、ハイパーレスキュー1号の操縦をする。リョウ隊員、ケン隊員の教官的な役割をしている。熱血な性格もあるが、スーパー隊員としての冷静さもある。
タクミ隊員
スーパー隊員として活躍していて、ハイパーレスキュー2号の操縦をする。第三世代よりも若々しい声になった。
ヤッシー隊長
アニメシリーズでは未登場だったヤッシー隊員が隊長となって再登場。現場の状況を伝えたり、作戦を立てている。
カイト隊員
5話のみに登場した。新人隊員。AC06 ファイヤーシップを操縦する。
マリン隊員
5話のみに登場した。新人隊員。AC05 レスキューホバーを操縦する。

### 車両

#### 大型車両
ハイパーレスキュー1号
災害地の司令塔として活躍する。ショウ隊員の相棒機。各種アクティブチェンジャーと連携し、最良な方法で災害から人々を守る。アクティブチェンジャーと連携し、Wアクティブチェンジを可能にし、パワーアップできる。カーモードでは300km/hで移動することができ、アクティブチェンジャーを搭載しての移動も可能。ジェットモードでは超高速で現場に駆けつける。大規模な火災においては、空中からウォーターキャノンで放水することが可能である。また、アクティブチェンジャー4台搭載可能となる。
ハイパーレスキュー2号
タクミ隊員の相棒機。ハイパーレスキュー1号と共に現場の司令塔として活躍。ACスポットにアクティブチェンジャーが乗ることでWアクティブチェンジを行う。救急のスペシャル機であり、救急設備も万全の態勢で整っている。ドリルモードでは、救急用としてだけではなく、実際の現場でレスキュ活動を行うことができる。強靭なドリルが特徴で、ふさがった道などをなんなく開拓し、救助を行う。

#### 小型車両
AC00 コマンドスカイ
ハイパーレスキュー1号を購入するとついてくる小型車両である。通常の指揮車モードはガードウィングで安全に現場に急行し、指揮をする車両。飛行モードにアクティブチェンジをすると、上空から巡回などが可能となる。
AC01 ファイヤージェット
アクティブチェンジャーのエースとして活躍。リョウ隊員の相棒機。消防車モードとジェットモードで陸と空の両方で放水活動が可能。高速スピードでレスキュー活動を行う。ハイパーレスキュー1号との相性も抜群で、連携し合って様々な災害から人々を守る。
AC02 パワードドリル
工作車モードでは強靭なボディで作られているため、過酷な場面でも救助活動が可能。また、急斜面でもどんどん進む機動力を持つ。ドリルモードにアクティブチェンジをして粉砕、パワーアームで撤去を行う。ハイパーレスキュー2号との共同作戦を得意とする。
AC03 ダンプドーザー
障害物撤去作業を得意とする車両。ダンプモード荷台に積んで運ぶことができ、ホイールドーザーモードでブルドーザーのように瓦礫を一気に寄せ集め、運ぶことができる。パワードドリルとともに力強いレスキュー活動を行う。
AC04 アンビュコプター
ハイパーレスキュー2号と共に救急部門を担当する。ケン隊員の相棒機。救急車モードと救急ヘリモードで陸と空の両方で救急活動が可能。車内にはけが人を応急処置するための装備が充実している。
AC05 レスキューホバー
ノーマルモードはレスキューバスモードとして、多くの人々を乗せて助け出す。また、救助ホバーモードにアクティブチェンジをすることで、水上での活動も可能となり、高い機動力による迅速な救助活動を行うことができる。なお、アクティブモード時はコマンドスカイがをベースにしたような形になっている。
AC06 ファイヤーシップ
AC05同様に、水陸両用のビークルとなっている。ノーマルモードはハシゴ消防車モードして高いところへの消火活動が可能。ハシゴ救助船モードにアクティブチェンジをすれば、水上からの放水活動も可能となる。司令塔としての役割も持つ。
AC01typeSセイバージェット
ハイパーレスキュー1号&2号DXセットに付属する、AC01 ファイヤージェットのリデコ車両。陸と空の両方で放水活動が可能。

## メディア展開
2016年に誕生10周年記念プロジェクトの一環としてメディア展開をスタートした。

### ネット配信アニメ
トミカハイパーシリーズ NEXT STAGE
- 配信シリーズとして2016年6月から同年10月にかけて、タカラトミーYouTube公式アカウントにて配信した。

### テレビアニメ
『トミカハイパーレスキュー ドライブヘッド 機動救急警察』のタイトルで、テレビシリーズが2017年4月15日から12月23日までTBS系列『アニメサタデー630』第2部で放送。TBSでは前番組『カミワザ・ワンダ』に続くタカラトミー原作、同社、および電通との共同プロジェクトによるアニメシリーズ第2弾。なお、TBSが単独でロボットアニメを製作するのは『ヤマトタケル』以来22年4か月ぶり、かつ毎日放送と中部日本放送（現：CBCテレビ）との共同制作の形をとった『無敵王トライゼノン』以来16年半ぶり、ネットワークセールス枠としては『UFO戦士ダイアポロン』以来40年半ぶりで、タカラトミー発足前のトミー原作の低年齢層向け乗り物アニメとしてはテレビ東京系で放送の『電光超特急ヒカリアン』以来14年ぶりとなる。トミカの映像作品としては、テレビ愛知制作・テレビ東京系で放送の特撮テレビドラマの『トミカヒーロー レスキューファイアー』以来となった。
本編の最後には、笹川友里（当時TBSアナウンサー）の進行により、玩具や次回予告などを紹介するミニコーナーが設けられる。なお、笹川も本作にアナウンサー役で声優として出演する。
前番組と異なり、放送開始と共に当番組の玩具などの関連商品も同時発売となった。過去のハイパーシリーズやトミカヒーローシリーズと異なり、レギュラートミカや実車をベースとした車両は後述の劇場版以外登場しない（ハイパーシリーズオリジナル車種のリデコ品は存在する）。
2018年1月20日からは、トミカの発売日にあたる毎月第3土曜日に第2期『トミカハイパーレスキュー ドライブヘッド 機動救急警察 2018』としてネット配信を開始し、制作スタッフ陣では那須田淳をチーフプロデューサーとして迎え、製作委員会のメンバーにイオンエンターテイメントが加入した。オリジナルアニメ配信としては第7話までで終了し、第8話のSP、映画分割配信の後、2018年12月24日配信のドライブヘッド情報局・最終回を以て終了した。
2018年8月24日には劇場版アニメ『映画ドライブヘッド 〜トミカハイパーレスキュー 機動救急警察〜』が公開。劇場版は日産自動車が制作協力しており、シリーズ初の実車として日産・GT-Rが登場した。

#### ストーリー
時は近未来。様々な事故や災害、さらには人型重機「ウォーカービークル」による犯罪に対抗すべく、機動救急警察では車両からウォーカービークルに変形する「ドライブヘッド」が開発された。ドライブヘッド開発者の息子、車田ゴウはドライブヘッド01「ソニックインターセプター」の操縦適性を見出され、同じく選ばれた小学生ドライバーたちや機動救急警察の人々とともに、事故や災害に敢然と立ち向かっていく。

#### 登場人物

##### チームドライブヘッド
車田 ゴウ（くるまだ ゴウ）
声 - 藤原夏海
本作の主人公の少年。ドライブヘッドの研究をした祖父と開発者の父を持つ。一人称は「僕」でソニックインターセプターを操縦する。常にポジティブで前向き。基本的にお調子者でマイペースな所もあるが、人懐っこくて憎めない性格の持ち主。見た光景を瞬時に自身の目に焼き付ける映像記憶能力に秀でており、その能力を生かして災害救助や事件解決に役立つことも。隊員であることは秘密にされており、友達にも明かすことは禁じられているが、自身はそれに不満を抱いている。特に同じクラスメイトのかすみはソニックインターセプターから熱烈なファンになっているが、それが自分であるということを明かせないことにも相当な不満を抱き、いつも下を向くことが多い。だが愛犬アクセルの件から彼女から自分はドライブヘッドと関連を持っているのではと疑われている様子。カレーライスが好物。
矢倉 タイガ（やぐら タイガ）
声 - 國立幸
ゴウのライバル。一人称は「僕」でレスキューバックドラフトを操縦する少年。スポーツ万能でその上成績優秀。無口でゴウたちとはあまり話さなかったが、日が経つに連れて友達関係にまで発展し、良き相棒という感じになっている。ピアノも弾きこなすクールな二枚目で、学校では女子生徒たちの憧れの的。機動救急警察の西園寺司令の甥にあたる。
石野 ジン（いしの ジン）
声 - 真堂圭
後述するミコトの双子の弟で生真面目な性格の少年。一人称は「僕」で引っ込み思案な面もあるが温和で争いごとを全く好まないチーム内のまとめ役。姉と交代でホワイトホープを操縦する。また、姉と同様に海外で医療活動に従事している両親の影響を大いに受けている。
石野 ミコト（いしの ミコト）
声 - 三澤紗千香
先述のジンの双子の姉。一人称は「私」。天真爛漫で女子力が高いが実はマイペースな性格であり、女子生徒に人気のあるアイドル的な存在。弟と交代でホワイトホープを操縦する少女。また、弟と同様に計算能力に優れ、現場での判断力は極めて優秀。パンケーキが好物。

##### 機動救急警察関係者
車田 ジョー（くるまだ ジョー）
声 - 浜田賢二
ゴウの父親で技術部長。一人称は「俺」で今は亡き自分の父である乗太郎博士が残したドライブヘッドの研究を引き継ぎ、西園寺司令と共にドライブヘッドを完成させた。だがテストドライバーで何度かテストしても思ったような結果が残せず開発は難航し頭を抱える毎日であった。
刈狩博士とは因縁を持ち、かつ彼に深い遺恨を持たれている。毎年山奥まで点検放流に行くほどのダムマニア。
西園寺 貴仁（さいおんじ たかひと）
声 - 松田健一郎
機動救急警察司令。タイガのおじ。
宗像 亜里沙（むなかた ありさ）
声 - 幸田夏穂
チーフ。トランスポーターから現場への指示を担当し、サポートビークルの遠隔操作も行う。家族に離島の隠不安島で暮らしている祖母がいる。
新門 めぐみ（しんもん めぐみ）
声 - 小清水亜美
基地オペレーター。小学校の先生でもあり、ゴウたちが出動で授業欠席した場合は補習を受けさせるお目付け役的存在。ゴウがドライブヘッドのドライバーだと口を滑らせそうになるたびに、彼をたしなめている。
石動 速人（いするぎ はやと）
声 - 間島淳司
遠隔操作でソニックインターセプターとソニックジェットとのシンクロ合体補助を担当。
伊沢 利通（いざわ としみち）
声 - 金光宣明
トランスポーターからサポートする。
牛頭 寛治（ごず かんじ）
声 - 青山穣
機動救急警察長官。

##### 機動強襲警察所属
黒江田 隼（くろえだ しゅん）
声 - 水島大宙
S.I.B.MAXドライバー。100年に1人と言われるほどの天才ドライバーと言われるくらいの腕を持つ青年。初登場時は、指名手配されている刈狩博士を追っていた。そして機動救急警察以外で唯一、ドライブヘッドのドライバーを知る人物。ゴウたちの勇気ある救助活動には感心している。

##### その他
春野 かすみ（はるの かすみ）
声 - 岩井映美里
ゴウたちが通う鷹富（たかとみ）小学校のアイドルで、男子にとって憧れの存在。ゴウとはクラスメイトだが、出動時トイレと称して頻繁に授業を抜け出す彼のことは嘲笑する程度の存在としか認識していない女の子。
ドライブヘッドに、とりわけソニックインターセプターのドライバーに憧れているが、当人はドライバーが背が高くてハンサムだと信じ切っており、ソニックインターセプターのドライバーがゴウであることは知る由もない（ゴウがドライバーであることは絶対の秘密、というのを父やめぐみに厳命されているため）。
邪悪AIにより機動救急警察の本部の基地機能がいくつか停止していた時、ゴウが出撃の際に使用している体育館倉庫からの入り口に入ってしまい、機動救急警察本部とは知らずに来てしまった。サイクロンインターセプターのドライバーに会えるのではと考えていたが、その時は風邪でフラフラだったためサイクロンバイパーの格納庫で意識を失い、気が付いた時は保健室のベッドの上で、夢オチの様な形で終わってしまっていた（心内では夢ではないと確信している）。外を歩いていた時、機動救急警察で飼われているアクセルと再会し、あれは夢ではなく現実であると確信し、サイクロンインターセプターのドライバーはゴウではないかという確信にも触れつつある様子。ゴウがトイレに行っている間にサイクロンインターセプターが出てきているということで自分なりの仮説を立てている。
ケンイチ
声 - 大井麻利衣
ゴウの友達。
ヒロアキ
声 - 富樫美鈴
ゴウの友達。
カツヒコ
声 - 南早紀
ゴウの友達。
アスカ
声 - 内藤有海
かすみの友達。
ノゾミ
声 - 南早紀
かすみの友達。
本田先生
声 - 大井麻利衣
ゴウたちのクラスの担任。当初、ゴウらがドライブヘッドのドライバーであることは知らなかった。
笹川 友里（ささがわ ゆり）
声 - 笹川友里（当時TBSアナウンサー）
本作内に登場するテレビ局「赤坂テレビ」（番組内の表記は「AKTV」）に所属するアナウンサー。ドライブヘッドの出動時には実況を担当するほか、ニュース番組のキャスターも担当。指名手配されている刈狩博士には過去危ないところを助けてもらったことがあり、真の悪人ではないと確信している。
万田 サラ（まんだ サラ）
声 - 田中あいみ
サラマンダーの着ぐるみを着たアイドル。素顔は明かされていないが、ジンは救助中に偶然その素顔を見ることとなった。
車田 久美子（くるまだ くみこ）
声 - 豊口めぐみ
ジョーの妻でゴウの母親。アツアツの夫婦。息子のゴウがドライブヘッドのドライバーであることを知っている。
ハリセンフォード
声 - 大泊貴揮
第16話登場。『ギンガコングは二度死ぬ』の映画監督兼主役。
宗像 沙南江（むなかた さなえ）
声 - 伊東みやこ
第16話登場。田舎に住む亜里沙の祖母。
宇内梨沙（うない りさ）
声 - 宇内梨沙（TBSアナウンサー）
第24話に登場。笹川アナの後輩の「AKTV」アナウンサー。笹川アナが夏季休暇中の際、ピンチヒッターを務めた。
邪悪AI（じゃあくエーアイ）
様々な精密機械に潜む謎の人工知能プログラムで、機械による災害を引き起こす元凶。ディスプレイには目玉のようなエンブレムが映し出される。ブラックチップを現実世界にばら撒いており、機械の暴走事故を引き起こす元凶になっている。自身の目的を阻む機動救急警察を敵と認識し、人間の感情にまで影響を及ぼす力を持っており、調査していた石動と伊沢が理性を失って暴れだしたことがある。第34話では人間を金属化させるという怪事件も起こしている。
刈狩博士は人間の持つ負の感情が集まり、自己進化したものと推測している。

##### 敵

###### 刈狩博士とその部下
刈狩博士（かりがりはかせ）
声 - 石井康嗣
第11話より登場。極度にプライドが高く、高慢な性格をした、天才科学者を自称するマッドサイエンティスト。ユウスケとアキラを使って様々な事件を引き起こし、機動救急警察とドライブヘッドに挑戦状を叩きつける。
かつてはゴウの父である車田技術部長と西園寺司令のドライブヘッド計画と並行した、別のプロジェクトのリーダーだった。だが、完成したマシン（劇中では二足歩行ロボットのシルエットが出たのみ）は非常に優秀だったが、引き換えに操縦者の安全が一切度外視されていたことと自身の高慢さが仇となり、激怒した上層部がプロジェクトをドライブヘッド計画のみに一本化を決定したため、プロジェクトの中止と解散を言い渡される。自身のプライドを酷く傷付けられる結果に激怒し、ほどなく西園寺らと袂を分かつ形で組織を去り、自分を切り捨てた機動救急警察に復讐するため、一時潜伏していた海外から戻ってきた。特に車田技術部長に対してはマシンの欠陥を指摘してプロジェクトを中止させたことに深い恨みを抱いており、それは殺意にも等しいものになっている。復讐心には取り付かれていても無益な殺生は行っていなく、一度牛頭長官を人質に取っても役目を終えたら無事に返している。
その一方笹川アナウンサーの熱烈なファンで、いつもテレビニュースを見て彼女の占いコーナーなど楽しみにしているうえ、彼女が危機に瀕した場合は助けに向かうなど、極めて人間的な一面を見せる。
邪悪AIの存在に気づいてからはそれの対処に全力を注ぎ続ける。対邪悪AIウィルスの開発や悪のドライブヘッド1機を鹵獲し、自分たちの搭乗機として改良作業を行い自分が開発した操縦システムを使い、機動救急警察と機動強襲警察と共にジャークAI＝アークと悪のドライブヘッド軍団と戦い、最後には自爆して消息不明となったが、テラ出現と同時に再び表舞台に姿を現し、密かに回収したサイクロンインターセプターに自分流の改造を施し、サイクロンバイパーで駆け付けたゴウに返すのであった。しかもドライブヘッドのドライバーの正体に関しては前々から知っていた様子で、ゴウがサイクロンバイパーから降りて来た時にはあまり驚かなかった。
ユウスケ、アキラ
声 - トレンディエンジェル（斎藤司〈コウスケ〉、たかし〈アキラ〉）
第1話に登場した2人組の銀行強盗。第11話で再登場し、刈狩博士の部下であったことが判明する。

###### マイコ
マイコ
声 - 井上麻里奈
第10話より登場。韋駄天を盗もうとした産業スパイで、モーターショーにコンパニオンとして潜入した。第33話では機動救急警察本部へと潜入するが、この時は亜里沙と同じ制服を着ていた。
韋駄天（いだてん）
声 - 愛河里花子
第10話に登場。モーターショーで実車展示された大磯自走製全自動自動車・AI搭載車。最高速度時速300km、航続距離800km。ドライバーと会話をする際は江戸っ子風のべらんめえ口調となる。開発主任は御子柴（声 - 田中完）。その後は、マイコの相棒として形を変え、行動を共にしている。
邪悪AI/アーク

テラ
声 - 内田真礼
少年のような姿のアンドロイドTF-3に邪悪AIが宿ったもの。

#### メカニック

##### ドライブヘッド
ドライブヘッド01（ゼロワン） ソニックインターセプター
パイロットは車田ゴウ。パトカーをモチーフ。警察機能特化型。第11話で破損、MKIIへと改修される。
- ソニックワッパー - 対ウォーカービークル捕縛用の手錠型専用アイテム。
- リボルバー式ピストル - 特注製ラバー弾を射出する専用回転式拳銃。装弾数6発。
- パトランプブーメラン - 赤色灯型ブーメラン。射程距離200m。
- 衝撃波弾 - 衝撃波により火災を吹き飛ばす。

ソニックバイパー
コクピット部になるゴウ専用の青いコアビークル。走行中にカーフォームから強制射出用爆破ボルトでソニックバイパーを射出することで、一時的だが最高速度時速300kmまで加速させることができる。
ソニックインターセプター ジェットバーニアン
ソニックインターセプターにソニックジェットがシンクロ合体した形態。高速飛行ユニットで飛行が可能になる。
- 短銃 - 左翼部搭載。
- 多目的四漣銃 - 右翼部搭載。
- 2つの銃を直結して使用可能。

ドライブヘッド01MKII（ゼロワン マークツー） サイクロンインターセプター
パイロットは車田ゴウ。第13話より登場のドライブヘッド01の改良機。
- AM516マグナム - オートマチック式の銃。リボルバー式ピストルに比べて弾丸距離5倍で装弾数は16発。通常弾のラバー弾の他、用途によりペイント弾、ネット弾、スモーク（煙幕）弾、消火弾と換装が可能。
- 誘導用ライトサーベル - 通常は車両などの誘導に行うが、エネルギーの出力をアップさせると高熱サーベルになる。
- パトランプブースター - カーフォーム時はパトランプとして使用するほか、バーニアによる加速で最高速がアップする。ウォーカービークル時でもジャンプ力がアップする。
- ソニックワッパー

サイクロンバイパー
コクピット部になるゴウ専用の青いコアビークル。ソニックバイパーとはあまり違いはないが、各部の形状が鋭くなっており、テールランプも4っつから6っつに変更されており、ヘッドライトが6っつから4っつに変更されている。
サイクロンインターセプター ジェットバーニアン
サイクロンインターセプターにソニックジェットがシンクロ合体した形態。高速飛行ユニットで飛行が可能になる。
- 短銃 - 左翼部搭載。
- 多目的四漣銃 - 右翼部搭載。
- 2つの銃を直結して使用可能。

サイクロンインターセプター マッハシューティングスター
サイクロンインターセプターにブリッツフォーミュラがシンクロ合体した形態。機動力が大幅にアップし、高速移動が可能。
- パトランプジェットブーメラン - ブリッツフォーミュラのウィングをブーメランとして使用。
- アイアンクロー - 両肩に装備のワイヤー付きかぎ爪。ビークル形態でも使用可能。
- AM516マグナムやライトサーベルも使用可能。

サイクロンインターセプター ジェットストライカー
ブリッツジェットファイターとシンクロ合体した形態。ソニックインターセプター ジェットバーニアンと同じく空中移動と同時に高速飛行が可能。
- ハイパーショットガン

ドライブヘッド02（ゼロツー） レスキューバックドラフト
パイロットは矢倉タイガ。消防車をモチーフ。消防機能特化型。高温高圧に強い装甲を持つ。
- レスキュークロー - 障害物撤去時に使用する超硬度金属製の専用クロー。
- レスキューエアータンク - 救助作業用の専用圧縮エアータンク。
- ウォーターマグナム - 超圧縮消火剤の弾丸を発射する専用高性能ウォーターガン。冷却にも使用できる。

ファイヤーバイパー
コクピット部になるタイガ専用の赤いコアビークル。
レスキューバックドラフト ブースターキャノン
レスキューバックドラフトにファイヤートラックがシンクロ合体した形態。タンクブースターによりジャンプ力が飛躍的に向上する。
- ウォーターキャノン - 火災消火用キャノン。ウォーターマグナムの10倍の威力を持つ。
- メインタンクブースター - 高速移動が可能。
- ハイパーツインレスキューキャノン - ウォーターキャノンを合体させたモード。

レスキューバックドラフト ヘヴィーブレードストロンガー
レスキューブルドーザーとレスキューチェーンソーとシンクロ合体した形態。
- 特殊切断チェーンソー
- クロー

ドライブヘッド02MKII（ゼロツー マークツー） ブレイブバックドラフト
パイロットは矢倉タイガ。第22話より登場のドライブヘッド02の改良機。マグマの熱にも耐えるくらい装甲を強化され、災害撤去装備が主になっている。
- レスキューブースターハンマー - レスキュー活動時に障害物を破壊するために使用する新装備。
- レスキューグッシャー - 油圧式の切断用ツールでどんな硬い物でも強力な圧力ではさみ切断できる新装備。

ブレイブバイパー
コクピット部になるタイガ専用の赤いコアビークル、クラシックカー風のデザインだったファイアバイパーとは異なり、曲線を多用したスタイリッシュで現代風なデザインとなっている。
ブレイブバックドラフト レスキューコマンダー
トランスポーターガイアとシンクロ合体した形態。かなり大きな姿となる。
- ギガウォーターマグナム - ギガブラスターにウォーターマグナムがセットされ、大量の消化水が噴射できる。

ドライブヘッド02MKIII マスターバックドラフト
『ドライブヘッド2018』より登場。Mk-III計画により超絶進化した姿。消防機能に特化したドライブヘッドとして、さらなる大型装備が追加された新機体。
- レスキュードリル - 背中に2つ装備されていて、超硬度で作られており、あらゆる硬いものに高速回転で穴を開けることができる掘削機。
- リベットガン - レスキュードリルと一体型になっていて、ドリルとベットガンの位置を入れ替え、リペットを弾丸として発射できる。
- レスキュークローMk-II - レスキューバックドラフトに装備されていたレスキュークローをさらに大型化したもの。

マスターバイパー
コクピット部になるタイガ専用の赤いコアビークル。ブレイブバイパーとファイヤーバイパーを足して2で割ったようなセダン。カラーリングはブレイブバイパー譲りだが、形状は、クラシックカー風の形状に戻り、棒状のパトライトや丸いヘッドライトとなり、ファイヤーバイパー譲りである。
ドライブヘッド03（ゼロスリー） ホワイトホープ
パイロットは石野ジンとミコト。救急車をモチーフ。救急機能特化型。状況によってコアビークルを使い分ける。
- インジェクトガン - 注射器型専用ガン。カートリッジ式でクッション用ゲル、溶接など用途によって使い分ける。

ホープバイパー1号
コクピット部になるジン専用の白いコアビークル。
ホープバイパー2号
コクピット部になるミコト専用の白いコアビークル。
ホワイトホープ スラスターエンペラー
ホワイトホープにレスキューヘリコプターがシンクロ合体した形態。手足のスラスターでホバリングが可能。
- シザーブレード - ローターが変形したハサミ型アイテム。

ホワイトホープ ヘヴィーブレードストロンガー
レスキューブルドーザーとレスキューチェーンソーとシンクロ合体した形態。
- 特殊切断チェーンソー
- クロー

ドライブヘッド03MKII（ゼロスリー マークツー） ホワイトクリスタルホープ
パイロットは石野ジンとミコト。第21話より登場のドライブヘッド03の改良機。『ドライブヘッド2018』ではホワイトパールホープの登場に伴い、石野ジン専用となる。
- サイバーアイユニット - 特殊スコープにより人の目に見えないものを見たり、透視能力で機体の検査を行ったり目視できない災害現場で取り残された人を見つけ出すことができる。レーダーを使用すると人には聞こえない音を聞くことができたり、超音波で機体表面を傷つけず修理治療ができる機能を持っている。
- インジェクトガン - 前機と同じく、注射器型専用ガン。

クリスタルホープバイパー
コクピット部になるコアビークル。前機であるホープバイパーとは違い、2人同時に乗り込むことができ、ドライブヘッドの操縦とサイバーアイユニットでの探査を分担できるようになっている。
ホワイトクリスタルホープ レスキューコマンダー
トランスポーターガイアとシンクロ合体した形態。
- ギガインジェクトガン - ギガブラスターにインジェクトガンがセットし、大量の粘着剤を照射できる。

ドライブヘッド03MKII（ゼロスリー マークツー）  ホワイトパールホープ
パイロットは石野ミコト。『ドライブヘッド2018』より登場。Mk-III計画に際して、謎の敵（テラ）の脅威から開発に時間のかかる新規機体ではなく既存のボディを使用したため、スペック的にはMKIIIにも引けをとらないが、あくまでもホワイトクリスタルホープの同型機で、コードネームも「03MKIIβ」であり、MKIIIではない。
- レスキューランスクロス - 十字架型武器。先端にはワイヤーで繋がれた鉄球（アーマードビット）が接続されており、射出が可能。

パールホープバイパー
コクピット部になるコアビークル、形状はホープバイパー2号に近い。
ホワイトパールホープ アーマードエンペラー
レスキューアクティブオフローダーとシンクロ合体した形態。
- レーザーメス
- ハイパワーインジェクトガン

##### サポートビークル
ソニックジェット
初期対応用サポートジェット機。ワイヤー内蔵。搭乗者なしの遠隔操作無人機。災害現場偵察が主な任務で、上空から現場の情報を集め、本部に送信する。
ファイヤートラック
消防用サポートトラック。ソニックジェットと同じく、搭乗者なしの遠隔操作無人機。巨体かつ重量級でありながら火災の海をも突破する耐火性能に加え、エアタンクとトレーラー側面に設置された3基のタンクブースターにより高速走行での移動が可能。コンテナ部分にはウォーターキャノン2門が装備されている。
レスキューヘリコプター
人命救助用サポートヘリコプター。他2機と同じく、搭乗者なしの遠隔操作無人機。救助作業時にアームパーツが展開する。ドライブヘッドなどの大型車両を輸送する場合はコンテナを牽引する（同時に、ドライブヘッドも牽引することがある）。第20話では、電波障害があり遠隔操作ができなく、宗像チーフが直接操縦席に乗り込み操縦している。
レスキューブルチェーンソー
災害対処用サポートビークル。他のサポートビークルとは違い有人機で、コアビークルとドッキングタイプ。石動速人と伊沢利通が搭乗。2機のサポートビークルがドッキングした状態で出動する。そして唯一、ホワイトホープとレスキューバックドラフトの2機とシンクロ合体した機体でもある。
レスキューバイパー
赤いコアビークル。ドッキング時はレスキューブルドーザーと合体。設定ではウォーカービークルモード時の頭部にもなるが、アニメではそこまで行っていない。
レスキューブルドーザー
ブルドーザー車輛。作業モードに変形可能。
レスキューチェーンソー
チェーンソー車輛。作業モードに変形可能。
ブリッツフォーミュラ
現場急行型サポートフォーミュラー。搭乗者なしの遠隔操作無人機。どんな過酷な状況でも走り抜けてしまうというスピードを出す。
ブリッツジェットファイター
ソニックジェットを強化改造したサポートビークル。主にサイクロンインターセプターとのシンクロ合体する。翼の形状を見直すことで従来以上の機動力の発揮が可能となり、コクピットは単独移動が可能であり、支援作業用ビークルを遠隔操縦することも可能。機体背面に装備された2丁のハイパーショットガンは装填する弾丸を選択可能となっており、ソニックジェットが装備している多目的四連銃と短銃を合体させたパワーアップ状態と同様の威力を誇る。
コックピットブロックはあるが、主に宗像チーフが指揮車両から遠隔操縦するか、無人航行が主になっている。
トランスポーター
サポート用移動基地。後部作業機器を操作する際にアームパーツが展開する。3台あり、ホープバイパーやドライブヘッド、サポートビークルを格納輸送する。
トランスポーターガイア
新たなサポート用移動基地。基本は前機のトランスポーターと同じだが、一回り大きな作りとなっていて、コンテナ部分に操縦席が移ると同時に先頭車両部分がウォーカービークル形態に変形し、コンテナ部分に移った操縦席から遠隔操縦できる。操縦者は宗像チーフおよび石動速人と伊沢利通に車田ジョー。第35話では本部を襲った悪のドライブヘッド迎撃のために新門めぐみも参戦し､1台が撃墜されている｡
同じ型の車両が3台ある｡
ブレイブジェットファイター
『ドライブヘッド2018』に登場。マスターバックドラフト専用飛行型サポートビークル。
レスキューアクティブオフローダー
『ドライブヘッド2018』に登場。作戦モードに変形する。

##### 機動強襲警察配備
ドライブヘッド S.I.B.MAX（エス・アイ・ビー・マックス、ソニックインターセプターブラックマックス）
パイロットは黒江田隼。攻撃特化型のドライブヘッド。ドライブヘッド0号がベースになっている。他のドライブヘッドと異なりAI非搭載であり操縦にはドライバー自身の腕が要求される。
- リボルバー式ピストル
- パトランプブーメラン
- 特殊警棒
- 超超硬度シールド

ソニックメガバイパー
黒いコアビークル。
S.I.B.メガマックス（エス・アイ・ビー・メガマックス、ソニックインターセプターメガマックス）
S.I.B.MAXにソニックジェットイーグルとソニックドーベルマンジョンがシンクロ合体した形態。
映画版ではテラによりイーグルとジョンと共に奪われ、機動強襲警察隊員が緊急で搭乗しているドライブヘッド4機を攻撃。その後、隼の乗るドライブヘッドゼロ MKII C.I.B.MAXと戦闘となり、退避するとき背中からAM516マグナム弾を撃ち込まれ撃墜、大破する。
- リボルバー式ピストル
- ラバー弾連射用ガトリング
- 超長距離狙撃用スナイパーライフル

ソニックジェット・イーグル
サポートビークル。基本は機動救急警察が使用しているソニックジェットと似ているが、攻撃に特化され、装甲カラーが黒。乗り手も無人ではあるが、遠隔操作かどうかは不明。
- 多目的四漣銃
- 短銃

ソニックドーベルマン・ジョン
サポートビークル。基本は機動救急警察が使用しているレスキューブルドーザー。キャタピラ走行の戦車のような重武装だが、S.I.B.MAXとイーグルと同じ速度で走ることができる。乗り手も無人ではあるが、遠隔操作かどうかは不明。
- 超長距離狙撃用スナイパーライフル
- ラバー弾連射用ガトリング

ドライブヘッドゼロ MKII C.I.B.MAX（シー・アイ・ビー・マックス、サイクロンインターセプターブラックマックス）
劇場版登場。S.I.B.MAX後継機。
- 誘導用ライトサーベル
- AM516マグナム
- ゴールデンワッパー
- 超超硬度軽量シールド

サイクロンメガバイパー

##### 通常車両
イエロートータス
機動救急警察専用小型車両。
レッドサーチャー
機動救急警察専用RV車。14話にて、霧の立ち込める万博記念公園に突入するが、霧の中で突然狩刈博士のウォーカービークルに襲われて、破壊される。
ドクターアンビュランス
救急車。
ファイヤーラダー
はしご付消防自動車。モデルはトミカハイパーレスキューの機動はしご車。
マッハポリスカー
警察パトカー。1話でユウスケたちが乗っている工事用ウォーカービークルに潰された。その後、バリケードを設置したが、
工事用ウォーカービークルに蹴られた。
AKTV 報道ヘリコプター
AKTV局の報道中継ヘリ。玩具はトミカハイパーレスキューの機動救助ヘリのリデコだが（フロート部分とはしごがオミットされている）、アニメでは形状が全く異なる。
NISSAN GT-R
劇場版登場。機動救急警察専用特殊車両。日産共同開発。

##### 刈狩博士のメカ
ウォーカービークル・刈狩カスタム
見た目は作業用WBと同じだが、右腕にレーザーアームを装備させ、過去にソニックインターセプターを圧倒したことがあるくらい高性能を発揮している。カラーリングはシルバー。
ドライブヘッド03・刈狩カスタム
鹵獲した偽ドライブヘッド03に自分たちのコアビークルを搭載し、邪悪AIとそれを守る悪のドライブヘッド集団と戦う。しかも、操縦システムは自分が自作した物を使用し、刈狩博士自ら乗り込み、補助にユウスケとアキラを乗せ、肉弾戦で戦っている。

##### 悪のドライブヘッド
邪悪AIが、盗み出したドライブヘッドのデータを用いて制作した、ドライブヘッドの偽物、使用されているのは初代ドライブヘッドのパーツであり、サポートビークルも含めた3体のパーツが混合に組み合わされており、カラーリングも同じ（初見ではゴウたち全員が、本物と間違えていた）。大きな違いとしては、機体に書かれた文字やマークが無く、眼が赤く光っていることや、オリジナルとその2代目ドライブヘッドや、トランスポーターガイアさえも凌ぐほどの強力な力を持つ。第37話では量産されて再登場。
ドライブヘッド01
ソニックインターセプターをベースにブースターキャノンのウォーターキャノンと右腕とホワイトホープの左腕にスラスターエンペラーの両足を取り付けられた無人ドライブヘッド。武器は、ホワイトホープのインジェクトガンとレスキュークローとウォーターキャノンだが、水ではなく弾丸を発射するようになっている。インジェクトガンの方も形だけで弾丸を撃ち出すようになっている。邪悪AIにより機動救急警察本部を襲撃させるために製造するが、祖父の形見であるソニックインターセプターのパーツを悪事に使用したことにより、ゴウの怒りと悲しみを買い、回転キック一撃で撃墜された。
ドライブヘッド02
レスキューバックドラフトをベースにホワイトホープの右腕にブースターキャノン時の左腕、両足はジェットバーニアンのを取り付けられた無人ドライブヘッド、武器は、シザーブレードとウォーターマグナムだが、こっちも弾丸を発射できるようになっている。邪悪AIにより機動救急警察本部を襲撃させるために製造するが、黒江田の銃撃で瀕死の状態を負い町を巻き沿いに自爆しようと考えていたが、ゴウがジャイアントスイングで海に投げ飛ばし黒江田のスナイパーショットによって撃墜された。
ドライブヘッド03
ホワイトホープをベースにレスキューバックドラフトの左腕と両足にソニックインターセプターの右腕にバックパックにジェットバーニアンの翼が取り付けられ、両足にも補助としてブースターキャノンのブースターが取り付けられた無人ドライブヘッド。しかもホープバイパー2号の頭部が使われている。武器はソニックインターセプターのソニックワッパーとレスキューバックドラフトのウォーターマグナムだが、そこからは水ではなく鉄をも溶かす溶解液と、火炎を発射する。邪悪AIによりドライブヘッドを引き付けるための囮役を担い、サイクロンインターセプターと戦う。その後、ブレイブバックドラフト・レスキューコマンダーと戦い負けそうになったが、相手の稼働限界時間に助けられ製造された工場に離脱したが、刈狩博士一味の罠にハマり鹵獲される。

#### 用語
ウォーカービークル
人型ロボット。コックピット部が自動車になっているのが特徴。
鷹富小学校
ゴウ達が通っている小学校で、読みは「たかとみしょうがっこう」。一見すると普通の小学校であるが、実は校舎内にドライブヘッドのドライバーであるゴウ達が機動救急警察本部へと移動するための隠し通路が存在しており、しかもこの隠し通路にはゴウ達が着用するドライバーの制服への自動着替えシステムが備わっている。なお、ゴウが移動に用いている体育館倉庫からの隠し通路については第33話においてかすみが誤って入り込んでしまうが、この際彼女は同じ女性で体格もあまり差が無かったミコトの制服に着替えさせられていた。
ドライブヘッド
機動救急警察ハイパーレスキュー所属の緊急ウォーカービークル。ウォーカービークルとの大きな違いは、変形機構とコックピット部の自動車にロボットの頭部が内蔵されていることにある。
ドライブギア
声 - 岩瀬周平（DG音声）
ドライブヘッド操縦時に使用するアイテム。ハンドルにセットして使用する。開発者はゴウの祖父の故・車田ジョウタロウ。リンクレベルが高い者しか認証しないブラックボックスが内蔵されており、ドライバーとして認識するのは、現状ではゴウたち小学生のみ。
機動強襲警察
通称ハイパーアタック。科学を悪用する犯罪に対応するために組織された特殊チーム。機動救急警察設立以前から活動している。

#### スタッフ
- 原作 - タカラトミー
- 監督 - 加戸誉夫
- エグゼクティブプロデューサー - 源生哲雄、今井陽介、横山拓也、沢辺伸政、菊池貞和、柳村努、奥野敏聡
- コンセプト - 中山賢二
- ストーリーコンセプト - 中村雅
- シリーズ構成 - 荒木憲一
- 構成協力 - 酒井健作
- キャラクターデザイン - 乘田拓茂
- メカニックデザイン - やまだたかひろ
- サブキャラクタープロップデザイン - 渡辺佳奈子
- CGディレクター - 瀬尾太
- 色彩設計 - 佐藤裕子
- 美術監督 - 青山直樹
- 美術設定 - 長澤順子
- 撮影監督 - 有村駿
- 編集 - 伊藤潤一
- 音響監督 - 高寺たけし
- 音楽 - 平野義久
- 音楽プロデューサー - 溝口大悟、中目孝昭
- アニメーションプロデューサー - 太田昌二、下地志直
- アニメーション制作 - OLM
- アニメーション制作協力 - XEBEC（現・Production I.G）、asread.、ACGT
- プロデューサー - 渡辺信也、那須田淳（第2期から参加）、斎藤朋之、日比政広、古市直彦
- 製作著作 - ドライブヘッド→ドライブヘッド2018（第2期）、TBS

#### 主題歌
オープニング・エンディング共にEBiDANとのコラボレーションを実現している。発売元は全てSDR。
オープニング主題歌
「ワチャ-ガチャ!」（第1話 - 第25話、第2期）
歌 - SUPER★DRAGON
「ヘルプ ユー」（第26話 - 第37話）
歌 - さとり少年団
エンディング主題歌
「悩めるヒーロー」（第1話 - 第12話）
歌 - SECRET GUYZ
「あやまリズム」（第13話 - 第25話）
歌 - さくらしめじ
「マイ・フレンド」（第26話 - 第37話）
歌 - EBiSSH
挿入歌
「ツナグ・ソング」（第26話）
作詞・作曲 - 宮原康平 / 振り付け - 三澤紗千香 /歌 - 万田サラ（田中あいみ）

#### 各話リスト
| 話数                   | サブタイトル                                | 脚本                   | 絵コンテ               | 演出                   | 作画監督                                                              | 放送日         |
| ---------------------- | ------------------------------------------- | ---------------------- | ---------------------- | ---------------------- | --------------------------------------------------------------------- | -------------- |
| 第1話                  | 事件発生！ゴーレスキュー!!                  | 荒木憲一               | 加戸誉夫               | 孫承希                 | 乘田拓茂                                                              | 2017年 4月15日 |
| 第2話                  | 誕生！ドライブヘッド01!!                    | 荒木憲一               | 高橋順                 | 高橋順                 | 山本善哉                                                              | 4月22日        |
| 第3話                  | その名はレスキューバックドラフト!!          | 北嶋博明               | 冨永恒雄               | 冨永恒雄               | 松本文男                                                              | 4月29日        |
| 第4話                  | 飛ぶぜ！シンクロ合体!!                      | 千葉克彦               | 浅倉カイト             | 大平直樹               | 平山英嗣                                                              | 5月6日         |
| 第5話                  | 嵐を越えろ！ホワイトホープ!!                | 丸川直子               | まついひとゆき         | 土屋康郎               | 渡辺壮真                                                              | 5月13日        |
| 第6話                  | 赤いあいつの燃える合体!!                    | あみやまさはる         | 神谷純                 | 飯村正之               | 鈴木伸一                                                              | 5月20日        |
| 第7話                  | ドライブヘッド出動不能!!                    | 荒木憲一               | 新子太一               | 関暁子                 | 森亜弥子、池内直子                                                    | 5月27日        |
| 第8話                  | あゝ、ドライバーはつらいよ                  | 北嶋博明               | 冨永恒雄               | 冨永恒雄               | 松本文男                                                              | 6月3日         |
| 第9話                  | マグマに消えたレスキューバックドラフト!!    | あみやまさはる         | 高橋順                 | 高橋順                 | 岡田万衣子、小倉智加                                                  | 6月10日        |
| 第10話                 | 激走！ソニックインターセプター!!            | 千葉克彦               | まついひとゆき         | 土屋康郎               | 渡辺壮真                                                              | 6月17日        |
| 第11話                 | 帰ってきた天災科学者!!                      | 荒木憲一               | 梅本唯                 | 梅本唯                 | 山本善哉                                                              | 6月24日        |
| 第12話                 | 検証！ドライブヘッドの秘密!!                | 酒井健作               | 加戸誉夫               | 加戸誉夫               | 乘田拓茂                                                              | 7月1日         |
| 第13話                 | 出撃！サイクロンインターセプター!!          | 北嶋博明               | 西村博昭               | 西村博昭               | 小林一三                                                              | 7月8日         |
| 第14話                 | 狙い撃て！AM516マグナム!!                   | あみやまさはる         | 大平直樹               | 大平直樹               | 平山英嗣                                                              | 7月15日        |
| 第15話                 | 完成！ヘヴィーブレードストロンガー!!        | 千葉克彦               | 冨永恒雄               | 冨永恒雄               | 松本文男                                                              | 7月22日        |
| 第16話                 | 銀河コングの伝説                            | 千葉克彦               | 神谷純                 | 高橋順                 | 小島智加、山本善或                                                    | 7月29日        |
| 第17話                 | 巨大観覧車を止めろ!!                        | 酒井健作               | 浅倉カイト             | 横山広行               | 野村美織、はしもとかつみ                                              | 8月5日         |
| 第18話                 | 超速！マッハシューティングスター!!          | 荒木憲一               | まついひとゆき         | 土屋康郎               | 渡辺壮真                                                              | 8月12日        |
| 第19話                 | 漆黒のドライブヘッド!!                      | 荒木憲一               | 高橋順                 | 高橋順                 | 岡田有希子、ヨシモトキンジ                                            | 8月19日        |
| 第20話                 | ダム決壊を食い止めろ!!                      | 丸川直子               | 西村博昭               | 西村博昭               | 三井寿、服部憲知 青柳謙二                                             | 8月26日        |
| 第21話                 | かすみちゃんSOS!!                           | あみやまさはる         | 浅倉カイト             | 秦義人                 | 島田英明、神戸環 清水恵蔵、清島ゆう子 小林ゆかり、桝井一平 LEE DUK HO | 9月2日         |
| 第22話                 | 黒い陰謀！ブラックチップ!!                  | 千葉克彦               | 冨永恒雄               | 冨永恒雄               | 松本文男                                                              | 9月9日         |
| 第23話                 | 炎の勇者！ブレイブバックドラフト!!          | 北嶋博明               | 関暁子                 | 関暁子                 | 池内直子、森亜弥子                                                    | 9月16日        |
| 第24話                 | 天災科学者の休日                            | 荒木憲一               | 藤田健太郎             | 藤田健太郎             | 小林史織里、青柳謙二                                                  | 9月23日        |
| 第25話                 | 嵐の海のジェットストライカー!!              | 千葉克彦               | 大平直樹               | 大平直樹               | 平山英嗣                                                              | 9月30日        |
| 第26話                 | 私の彼はクリスタルホープ!                   | 丸川直子               | 加戸誉夫               | 小谷野竜成             | 岸本誠司、堀たえ子 乗田拓茂、小林千鶴                                 | 10月7日        |
| 第27話                 | 緊急出動！トランスポーターガイア!!          | あみやまさはる         | 冨永恒雄               | 冨永恒雄               | 松本文男                                                              | 10月14日       |
| 第28話                 | 登場！レスキューコマンダー!!                | 北嶋博明               | 高橋順                 | 高橋順                 | 小島智加、岡田万衣子                                                  | 10月21日       |
| 第29話                 | 父さんは技術部長!!                          | 酒井健作               | 新子太一               | 飯村正之               | 小林ゆかり                                                            | 10月28日       |
| 第30話                 | ようこそ、機動救急警察へ                    | 酒井健作               | 加戸誉夫               | 加戸誉夫               | 乘田拓茂                                                              | 11月4日        |
| 第31話                 | 迫り来る邪悪な目                            | 荒木憲一               | 西村博昭               | 西村博昭               | 青柳謙二、小林史織里 森悦史                                           | 11月11日       |
| 第32話                 | ドライブギアの秘密                          | 荒木憲一               | 関暁子                 | 関暁子                 | 池内直子、森亜弥子                                                    | 11月18日       |
| 第33話                 | 不思議の基地のかすみ                        | 千葉克彦               | 新子太一               | 横山広行               | 野村美織、はしもとかつみ                                              | 11月25日       |
| 第34話                 | 暴走！トランスポーターガイア!!              | あみやまさはる         | 高橋順                 | 阿部雅司               | 飯飼一幸、沼田広                                                      | 12月2日        |
| 第35話                 | ドライブヘッド！襲来!!                      | 丸川直子               | 大平直樹               | 大平直樹               | 平山英嗣、小島智加                                                    | 12月9日        |
| 第36話                 | 邪悪の正体                                  | 荒木憲一               | 冨永恒雄               | 藤田健太郎             | 青柳謙二、是本晶 笛木優奈                                             | 12月16日       |
| 第37話                 | チームドライブヘッド！ゴーレスキュー!!      | 荒木憲一               | 加戸誉夫               | 小谷野竜成             | 乘田拓茂、小林千鶴 岸本誠司                                           | 12月23日       |
| 『ドライブヘッド2018』 | 『ドライブヘッド2018』                      | 『ドライブヘッド2018』 | 『ドライブヘッド2018』 | 『ドライブヘッド2018』 | 『ドライブヘッド2018』                                                | 配信日         |
| 第1話                  | 始動!新たなるドライブヘッド計画!!           | -                      | -                      | -                      | -                                                                     | 2018年 1月20日 |
| 第2話                  | 新戦力!ドライブヘッド02MKIIIを開発せよ!!    | -                      | -                      | -                      | -                                                                     | 2月17日        |
| 第3話                  | 完成!マスターバックドラフト!!               | 荒木憲一               | 加戸誉夫               | 高橋順                 | 小島智加、渡辺佳奈子                                                  | 3月17日        |
| 第4話                  | 空飛ぶ炎の勇者!ブレイブジェットファイター!! | 荒木憲一               | 加戸誉夫               | 藤代和也               | 乘田拓茂、小林千鶴                                                    | 4月21日        |
| 第5話                  | 発進!第4のドライブヘッド計画!!              | -                      | -                      | -                      | -                                                                     | 5月19日        |
| 第6話                  | 白い救世主!ホワイトパールホープ!!           | 荒木憲一               | 加戸誉夫               | 藤代和也               | 乘田拓茂、小林千鶴                                                    | 6月16日        |
| 第7話                  | シンクロ合体!アーマードエンペラー!!         | 荒木憲一               | 大平直樹               | 大平直樹               | 平山英嗣                                                              | 7月21日        |
| 第8話                  | 映画公開直前SP                              | -                      | -                      | -                      | -                                                                     | 8月18日        |

#### 放送局
| 放送期間                     | 放送時間           | 放送局                                       | 対象地域 | 備考                       |
| ---------------------------- | ------------------ | -------------------------------------------- | -------- | -------------------------- |
| 2017年4月15日 - 12月23日     | 土曜 7:00 - 7:30   | TBSテレビ（製作局）ほか・TBS系列全28局ネット | 日本国内 | 『アニメサタデー630』第2部 |
| 2017年6月4日 - 2018年2月18日 | 日曜 17:30 - 18:00 | キッズステーション                           | 日本国内 | CS放送                     |

| 配信期間                 | 更新時間       | 配信サイト | 備考                                    |
| ------------------------ | -------------- | --- | --------------------------------------- |
| 2017年4月15日 - 12月23日 | 土曜 7:30 更新 | TVer | 最新話限定で無料配信                    |
|                          | 土曜更新       | TBS FREE GYAO! | 最新話限定で無料配信                    |
| 2017年4月19日 - 12月27日 | 水曜更新       | アニメ放題 U-NEXT Amazonビデオ ひかりTV RakutenShowtime dTV ゲオチャンネル DMM VIDEX HAPPY!動画 Google Play YouTube ビデオマーケット TBSオンデマンド | 4日遅れ・有料配信                       |
| 2017年4月20日 - 12月28日 | 木曜更新       | ビデオパス JCOMオンデマンド | 5日遅れ・有料配信                       |
| 2017年4月21日 - 12月29日 | 金曜更新       | TSUTAYA TV | 6日遅れ・有料配信                       |
| 2017年4月22日 - 12月30日 | 土曜更新       | YouTube コロコロチャンネル | 1週間遅れ・無料配信                     |
| 2018年4月21日 -          |                | Paravi | 1年遅れ・有料配信・有料会員は全話見放題 |

| 配信期間                | 更新時間       | 配信サイト                        | 備考                                      |
| ----------------------- | -------------- | --------------------------------- | ----------------------------------------- |
| 2018年1月20日 - 8月18日 | 土曜 7:30 更新 | TVer / TBS FREE / GYAO! / YouTube | 毎月第3土曜更新・無料配信                 |
| 2018年4月21日 -         |                | Paravi                            | 3ヶ月遅れ・有料配信・有料会員は全話見放題 |

### 映画
『映画 ドライブヘッド〜トミカハイパーレスキュー 機動救急警察〜』のタイトルで、2018年8月24日に公開された。本作では『劇場版 しまじろうのわお!シリーズ』同様、上映館内では照明をやや暗めに落としたり音量を少し下げることにより安心して映画館デビューする子供たちに向けての配慮のほか『新幹線変形ロボ シンカリオン』のキャラクターおよびメカが友情出演する。ゲスト声優として、トレンディエンジェルがテレビシリーズ版に引き続き続投のほか、伊藤健太郎が出演する。劇中では、サポートビークルとして各チームのカラーを模した日産・GT-Rが登場し、映画公開と並行してトミカも発売された。興行収入は1億円。
2018年10月からは、本作を分割・再編集したWEB版の配信がスタートした。

#### スタッフ（映画）
- 原作 - タカラトミー
- 監督 - 加戸誉夫
- ストーリーコンセプト - 中村雅
- 脚本 - 荒木憲一
- 絵コンテ・演出 - 大平直樹、高橋順
- 作画監督 - 平山英嗣
- キャラクターデザイン - 乗田拓茂
- メカニックデザイン4- 原由知、やまだたかひろ
- サブキャラクター・プロップデザイン - 渡辺佳奈子
- 色彩設計 - 佐藤裕子
- 美術監督 - 青山直樹
- 美術設定 - 長澤順子
- 音響監督 - 高寺たけし
- 音響効果 - 北方将実
- 音楽 - 平野義久
- アニメーション制作 - OLM
- アニメーション制作協力 - アスリード、ジーベック
- 製作 - ドライブヘッド（TBSテレビ、電通、タカラトミー、小学館、ポニーキャニオン、GYAO、OLM、イオンエンターテイメント、日産自動車）
- 配給 - TBSアニメーション、ポニーキャニオン

#### ゲストキャラクター（映画）
- テラ - 内田真礼、伊藤健太郎
- 速杉ハヤト - 佐倉綾音

#### Web配信
| サブタイトル              | 配信日         |
| ------------------------- | -------------- |
| 冒頭8分36秒を特別公開！！ | 2018年 9月15日 |
| WEB分割版 vol.1           | 10月20日       |
| WEB分割版 vol.2           | 11月17日       |
| WEB分割版 vol.3           | 12月15日       |

### 漫画
トミカハイパーレスキュー ドライブヘッド 機動救急警察《爆笑編》
- 『コロコロイチバン!』2017年6月号から2018年2月号まで連載された。漫画は立川史。テレビアニメ版が至ってシリアスなストーリーだったのに対し、当作では一転して王道的なギャグ漫画として描かれ、さらに人物やウォーカービークルが3頭身にデフォルメされている。

| TBS系列 土曜7:00 - 7:30枠                                                         | TBS系列 土曜7:00 - 7:30枠                                                                                               | TBS系列 土曜7:00 - 7:30枠                            |
| 前番組                                                                            | 番組名 | 次番組                                               |
| --------------------------------------------------------------------------------- | --- | ---------------------------------------------------- |
| カミワザ・ワンダ （2016.4.23 - 2017.3.25） 【この番組からネットワークセールス枠】 | トミカハイパーレスキュー ドライブヘッド 機動救急警察 （2017.4.15 - 12.23） 【ここから『アニメサタデー630』枠（第2部）】 | 新幹線変形ロボ シンカリオン （2018.1.6 - 2019.6.29） |